# بوبي فيشر
روبرت جيمس فيشر (بالإنجليزية: Robert James Fischer) (9 مارس 1943 – 17 يناير 2008) هو لاعب شطرنج أمريكي وأستاذ كبير وبطل العالم الحادي عشر في الشطرنج. يعتبرهُ البعض من أعظم لاعبي الشطرنج بالتاريخ.
بدأتْ موهبة فيشر في الشطرنج بالظهور في وقت مبكر جداً من حياته. ففي الثالثة عشر من عمره، فازَ بإحدى أشهر مُبارياته، والتي وُصفت بـ «مباراة القرن»، ومنُذ كانَ عمرهُ 14 سنة لَعب في ثماني نسخ من بطولة الولايات المتحدة، وفاز فيها جميعها بفارق لا يقل عن نقطة واحدة عن أقرب منافس له. في عمر الـ 15 أصبحَ فيشر أصغر لاعب يَحصل على لقب الأستاذ الكبير في ذلك الوقت وأصغر لاعب يشارك في مسابقة الترشح. وفي عمر الـ 20 فاز فيشر ببطولة الولايات المتحدة 1963-64 بنتيجة 11/11 محققاً العلامة الكاملة الوحيدة في تاريخ البطولة.
في عام 1970 فاز فيشر بالتصفيات ما بين المناطقية بفارق 3½ عن أقرب منافسيه حيث فاز بـ 20 مباراة متتالية وحقق اكتساحين 6-0 غير مسبوقين في مقابلات الترشح ليتأهل إلى منافسة بطل العالم بوريس سباسكي. في تموز 1971 صار فيشر الأول عالمياً في تصنيف الاتحاد الدولي للشطرنج، وكان تصنيف الإيلو الخاص به 2785 في العام الموالي متقدما بـ125 نقطة عن بطل العالم بوريس سباسكي، وهو أكبر فارق سُجل بين المصنف الأول والثاني في التاريخ. وصمد هذا التصنيف حتى عام 1990. في عام 1972 فازَ فيشر ببطولة العالم بعد فوزه على سباسكي في المباراة المقامة في ريكيافيك في آيسلندا. نالت انتصارات فيشر اهتماماً عالمياً كبيراً بسبب الحرب الباردة بين الولايات المتحدة والاتحاد السوفيتي.
في عام 1975 رَفضَ فيشر الدفاع عن لقبهِ لأن الاتحاد الدولي للشطرنج لم يستجب لمطالبه بخصوص شروط المقابلة، فسُحب اللقب منه تلقائيا لصالح أناطولي كاربوف الذي فاز بمسابقة الترشح حسب قوانين الاتحاد الدولي. بعد ذلك انعزل فيشر بشكل مفاجئ وغريب لمدة 17 سنة، حتى ظَهر عام 1992 ليلعب مباراة غير رسمية ضد سباسكي في يوغوسلافيا. حذرت الولايات المتحدة فيشر من مغبة خوض المباراة هناك بسبب العقوبات التي فرضتها على هذا البلد، لكن فيشر أصر على خوض المباراة رغم تهديد الولايات المتحدة له بالاعتقال.
إثر مذكرة الاعتقال التي صدرت بحقه بسبب مباراته في يوغوسلافيا عاش فيشر كلاجئ يتنقل بين البلدان دون إمكانية العودة إلى وطنه، فتنقل بين المجر وألمانيا والفلبين واليابان خلال فترة التسعينات وما بعدها. أصدر فيشر خلال هذا الفترة العديد من التصريحات المعادية لأمريكا ولإسرائيل والمعادية للسامية قد تكون السبب في إلغاء فاعلية جوازه. أُلقي القبض على فيشر في اليابان أثناء محاولته الذهاب إلى الفلبين بسبب محاولتهِ السفر بجواز مُنتهي الصلاحية. سُجن فيشر لثمانية أَشهر بين عامي 2004 و2005. وبسبب سعي السلطات اليابانية لترحيلهِ إلى الولايات المتحدة، ضغط معجبوه على البرلمان الآيسلندي لمنحه الجنسية. وبالفعل تكللت هذه المساعي بالنجاح ومنح فيشر الجنسية الآيسلندية، فسلمته السلطات اليابانية لآيسلندا. ولم يغادر فيشر آيسلندا وعاش هناك حتى توفي في 17 كانون الثاني 2008.
ساهم فيشر بعدة إسهامات دائمة في الشطرنج، فكتابه «مبارياتي الـ60 التي لا تنسى» المنشور في 1969 يُعتبر من أهم كتب الشطرنج. في عام 1990 سجل براءة اختراع لنظام توقيت معدل في الشطرنج يزيد الوقت بعد كل نقلة، وصار يُستخدم فيما بعد في مسابقات اللعبة. واخترع كذلك شطرنج فيشر العشوائي ويُعرف كذلك بشطرنج 960، وهو متغيرة شطرنج تكون فيها الوضعية الابتدائية عشوائية من 960 وضعية ممكنة.

## النشأة
وُلد فيشر في 9 مارس 1943 في شيكاغو بولاية إلينوي في الولايات المتحدة، اسم والدهِ المدرج في شهادة ميلاده هو هانز فيشر غيرهارد والمعروف أيضًا بجيراردو فيشر وهو عالم فيزياء حيوية ألماني. أمه ريجينا يندر فيشر هي يهودية أمريكية من أصل بولندي روسي، ولدت في سويسرا ونشأت في سانت لويس بولاية ميزوري، وعملت كمعلمة ثم ممرضة ولاحقًا كطبيبة.
بعد التخرج من الجامعة، سافرت ريجينا إلى ألمانيا لزيارة شقيقها، وهناك التقت بعالم الوراثة الذي حصل لاحقا على جائزة نوبل جوزيف هيرمان مولر، فأقنعها بالسفر إلى موسكو لدراسة الطب. وبالفعل التحقت بجامعة موسكو الطبية الحكومية، حيث التقت وتزوجت غيرهارد هانز في نوفمبر 1933. وفي عام 1938، رُزقا بابنة هي جوان فيشر. عندما بدأت معاداة السامية تحت حكم جوزيف ستالين في روسيا، اضطرت ريجينا إلى أخذ جوان والهروب إلى باريس وعملت هناك كمدرسة للغة الإنجليزية، وبسبب تهديد الغزو الألماني لفرنسا هربت مع جوان إلى الولايات المتحدة في عام 1939 وحاول هانز غيرهارد اللحاق بهم، لكنه مُنعَ من دخول الولايات المتحدة بسبب جنسيته الألمانية. وبالتالي انفصلت ريجينا عن غيرهارد هانز، مع انهما لم يتطلقا رسمياً حتى عام 1945.
في يونيو عام 1942 أصبحت ريجينا حاملاً وفي 9 مارس 1943 ولدت بوبي فيشر في مستشفى مايكل ريس في شيكاغو. وفي ذلك الوقت كانت ريجينا تمر بأوضاع مادية صعبة حيث كانت بلا مأوى  واضطرت إلى التنقل بين وظائف ومدارس مختلفة في جميع أنحاء البلاد لتغطية نفقاتها. وعملت في النشاط السياسي، وكانت تتحمل مسؤولية تربية أطفالها وحيدة.
انتقلت العائلة إلى بروكلين في نيويورك عام 1949، حيث درست للحصول على درجة الماجستير في التمريض وبعد ذلك بدأت العمل في هذا المجال.

### باول نيمني والد محتمل لفيشر
أشارت نتائج تحقيق قامت به صحيفة أمريكية في 2002 إلى أنَّ باول نيمني، وهو عالم فيزياء يهودي خبير في السوائل والميكانيكيا التطبيقية، قد يكون الوالد الحقيقي لفيشر. خلال الخمسينات قام مكتب التحقيقات الفيدرالي بالتحقيق مراراً وتكراراً مع ريجينا (والدة فيشر) بسبب ميولها الشيوعية وحياتها السابقة في موسكو. احتوى ملف التحقيق على معلومات تقول أن باول نيمني هو الوالد الحقيقي لفيشر. حَيْثُ أن هانز غيرهارد فيشر (الاسم المسجل كوالد لفيشر) قد رُفض طلبه لدخول الولايات المتحدة بسبب ميوله الشيوعية، لذا فهو لم يلتقي برجينا داخل الولايات المتحدة أبداً. وكانت رجينيا ونيمني على اتصال مستمر فمنذ 1942 كان نيمني يدفع أموال لرجينا شهرياً ودفع كل مصاريف بوبي المدرسية حتى وفاته عام 1952.
قدم نيمني شكاوى إلى الموظفين الاجتماعيين مبينا قلقه من طريقة رجيينا في تربية بوبي، وكان قلقا لدرجة أنه إنهار باكيا في إحدى المرات. كما أن نيمني كان يتردد على شقة العائلة ويَخرج معهم في نزهات. بعد وفاة نيمني عام 1952 كتبت ريجينا رسالة إلى ابن نيمني الوحيد «بيتر» تسألهُ ما إذا كان نيمني قد ترك إرثاً لبوبي.
قالت رجينا للموظف الاجتماعي بأن آخر مرة رأت بها هانز غيرهارد فيشر كانت عام 1939 (قبل أربع سنوات من ولادة بوبي). وفي مرة أُخرى قالت لنفس الموظف الاجتماعي بأنها سافرت إلى المكسيك لرؤية هانز غيرهارد في حزيران 1942، وحملت ببوبي بعد هذا اللقاء. زوج أخت بوبي فيشر يقول: أن رجينا أخفت حقيقية كون نيمني هو والد بوبي لتجنب عار الحمل خارج إطار الزواج.

## بدايته في الشطرنج
في شهر مارس من عام 1949 اشترت جوان (أُخت بوبي فشر) علبة بلاستيكية من محل الحلوى الواقع أسفل بيتها لم يتجاوز سعرها دولارا واحدا، كانت هذه العلبة تحوي لعبة الشطرنج، لم تكن هي أو أخوها بوبي الذي كان يبلغ من العمر ست سنوات آنذاك قد عرفوا هذه اللعبة من قبل، قرأت جوان قوانين الشطرنج المكتوبة على العلبة وعلمتها لأخيها بوبي. حين فقدت جوان اهتمامها باللعبة ولم تجد أمهما ريجينا الوقت الكافي للعب، بقيَ بوبي يخوض مبارياتهُ الأولى وحيدا مع نفسه. بعد مدة ذهبت العائلة في إجازة إلى لونغ آيلند في منهاتن ووجد بوبي هناك كتابا قديما لتعليم الشطرنج فقرأه باهتمام بالغ ليكون كتاب الشطرنج الأول الذي قرأه.
تدريجيا بدأ بوبي يزداد هوسا باللعبة التي كان يلعبها وحده بلا رفيق، وخشيت أمه من ازدياد عزلته بسبب ذلك فأرسلت طلباً لنشر إعلان في صحيفة بروكلين ديلي إيغل، كان الإعلان يستفسر عن وجود لاعبي شطرنج بعمر بوبي مستعدين للعب معه. رفضت الصحيفة الطلب لأنها لم تَعرف تحت أي تصنيف يجب أن يوضع الإعلان. لكنها قامت بنقل الطلب إلى لاعب الشطرنج هرمان هيلمز الذي أخبرها بأن لاعب الشطرنج الشهير ماكس بافي سيقيم في الـ17 من يناير 1951 معرضا متزامنا، وفي هذا النوع من مباريات الشطرنج يلعب لاعب واحد «ذو مستوى عالٍ» مع عدة أشخاص في نفس الوقت.

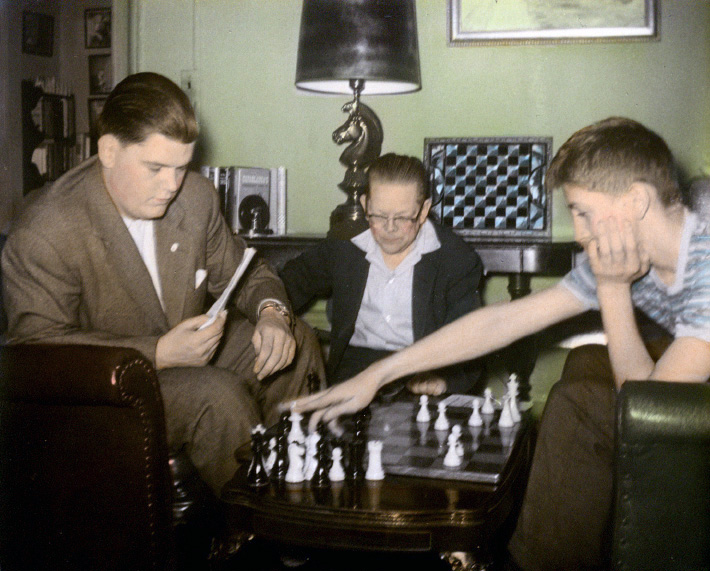
وليام لومباردي وفيشر يحللان مباراة، مع جاك كولينس ينظر إلى الرقعة.

شارك بوبي في المعرض ولعب بطريقة مميزة عن بقية اللاعبين ولفت أنظار الحشود وتمكن من الصمود لـ15 دقيقة، لكنه خسر في النهاية. وسط الحشد الذي كان يراقب بوبي كان يقف كارمن نيغرو وهو مدير نادي بروكلين للشطرنج وقد أُعجبَ بطريقة لعب بوبي، فطلبَ منه الحضور إلى النادي وبدأ هناك بتعليمه. وتحت عين معلمه تطورت قدرات بوبي ليلتحق في صيف 1955 بنادي منهاتن للشطرنج أقوى أندية البلاد في اللعبة وهو ابن الـ12 ربيعا. قال فيشر عن نيغرو: «ربما لم يكن السيد نيغرو أفضل لاعب في العالم، لكنه كان معلما جيدا جدا، مقابلته كانت على الأرجح العامل الحاسم في استمراري في الشطرنج.»
استضاف نيغرو أول بطولة لفيشر في منزله عام 1952. واستمرت علاقته بفيشر حتى 1956، عندما غادر نيغرو بروكلين. لكنهُ عَرف بوبي فيشر على الأستاذ الدولي الكبير وليام لومباردي قبل مغادرته والذي بدأ بتدريب فيشر في أيلول 1954. لم يبخل لومباردي بتعليم فيشر أهم أسرار اللعبة التي كان لها دور كبير في نجاح فيشر وتفوقه لاحقاً.

### نادي هوثورن للشطرنج
في يونيو من عام 1956 بدأ فيشر بالتردد على نادي هوثورن للشطرنج الكائن في بيت الأستاذ جاك كولينس. علّم كولين الشطرنج للأطفال ووُصف بأنه معلم فيشر، لكن كولينس في حد ذاته قال أنه في الواقع لم يدرب فيشر، وأن علاقته به يمكن وصفها بدقة أكبر على أنها نصح وإرشاد. لعب فيشر آلاف مباريات الشطرنج الخاطف مع كولينس وعدة لاعبين أقوياء آخرين، ودرس كتب الشطرنج الموجودة في مكتبة كولينس الكبيرة وتناول العشاء في بيت هذا الأخير مرات تقارب عدد مرات تناوله في منزله الخاص.

## البطل الصغير
في عام 1956 أظهر بوبي فيشر ذو ال13 ربيعاً صعودا مطردا في مدى قوته باللعبة. حَيثُ ارتفعَ تصنيفهُ إلى 1726 نقطة، أقل بـ900 نقطة من المتصدر الأمريكي في ذلك الوقت صموئيل ريشفسكي الذي كان تصنيفه 2663.
في مارس من عام 1956 ذَهب فيشر في جولة إلى كوبا ولعبَ هناك ضد 12 لاعبا من نادي هافانا للشطرنج في نفس الوقت ففاز بعشرة مباريات وتعادل في اثنتان. وخلال هذه الجولة لعب مع زملائه ضد عدة لاعبين من نوادٍ أُخرى حاصدا 5½ نقطة من 7 مباريات.
حققَ بوبي فيشر تقدماً كبيراً في يوليو من ذات السنة عندما فاز في البطولة الأمريكية للشطرنج الناشئين محققا 8½/10 ليصبح أصغر لاعب يفوز بهذا اللقب. وفي نفس العام حققَ نتائج جيدة في بطولة أمريكا المفتوحة للشطرنج بحصاد 8½/12 والتي وضعته في المراتب (4-8). ومع النسخة الأولى من بطولة كندا المفتوحة للشطرنج حقق بوبي نتيجة 10/7 وضعته في المراتب (8-12) في البطولة. وفي تشرين الثاني لعبَ فيشر في بطولة الولايات الشرقية المفتوحة للشطرنج في العاصمة واشنطن محققاً نتائج جيدة وبفارق ضئيل عن متصدر البطولة.
دُعي فيشر للعب في بطولة ليسينغ روزنولد التي أُقيمت في نيويورك عام 1956، ويتنافس في هذه البطولة 12 لاعباً يتم اختيارهم من أنحاء البلاد ويعتبرون الأفضل في اللعبة. ومع أن تصنيف فيشر لم يكن ضمن أعلى 12 لاعب في الولايات المتحدة لكنه دُعي لهذه البطولة بشكل خاص. حقق فيشر 4½/11 جعلته في المراتب (8-9).
فاز بوبي فيشر بجائزة أفضل مباراة بفضل مباراته «الخالدة» ضد الأستاذ الدولي دونالد بايرن. تُعد هذه المباراة من أكثر مباريات بوبي تميزا حيث ضحى فيشر بوزيره لتنفيذ لهجوم لا يمكن إيقافه انتهى بإماتة الخصم. وصف هانز كماك المباراة بأنها «لعبة القرن» وقال: «تم التحدث عن لعبة القرن وتحليلها ومدحها لأكثر من خمسين عاماً، ومن المحتمل أن تكون جزءًا من الشغف الشطرنجي لسنوات عديدة قادمة». بينما يقول عنها بوبي فيشر بتواضع: «لقد قمت بتنفيذ النقلات التي اعتقدت أنها الأفضل فقط، كنت محظوظاً».
في عام 1957 لعب فيشر مباراتين ضد بطل العالم السابق ماكس إيوي في نيويورك، وخسر ½ -1 ½. في القائمة الحادية عشر للاتحاد الأمريكي للشطرنج المنشورة يوم 5 مايو 1957، صُنِّف فيشر بـ 2231 نقطة إيلو، وهذا أعلى من تصنيفه السابق بـ500 نقطة. بوصول فيشر إلى هذا التصنيف استحق حيازة لقب «الأستاذ» وجعله ذلك أصغر شخص يحصل على هذا اللقب في اللعبة في ذلك الوقت. في يوليو دافع بوبي بنجاح عن لقب بطل الولايات المتحدة للناشئين وأحرز 8 ½ / 9 في سان فرانسيسكو. وعلى أثر نتائجه في البطولة؛ ارتفع تصنيف فيشر ليصل إلى 2298؛ وهو ما جعله من بين أفضل عشرة لاعبين في البلاد. وفي أغسطس، أحرز فيشر 10 / 12 في بطولة الولايات المتحدة المفتوحة للشطرنج في كليفلاند، مما جعلهُ يفوز بالبطولة بعد منافسة قوية وتعادل مع آرثر بزكوير. وبهذا الفوز صار بوبي فيشر أصغر لاعب يفوز ببطولة الولايات المتحدة في التاريخ.
وتوالت الانتصارات ففاز بوبي ببطولة نيوجيرزي المفتوحة وسجل 6 ½ / 7. ثم هزم الأستاذ رودولفو كاردوسو تان 6-2 في مباراة نيويورك برعاية بيبسي كولا.

### بطل أمريكا
بناءً على تصنيف فيشر العالي وإنجازاته الباهرة، دعا الاتحاد الأمريكي للعبة فيشر للعب في بطولة الولايات المتحدة 1957-1958. جمعت هذه البطولة ألمع النجوم مثل صموئيل ريشفسكي وهو الفائز بالبطولة لست مرات، وآرثر بزكوير صاحب اللقب، وبطل العالم للناشئين وليام لومباردي والذي فاز ببطولة العالم للناشئين بالنتيجة الكاملة (11–0) للمرة الأولي في تاريخ البطولة. توقع بزكوير أن فيشر «سيحقق ماهو أعلى بقليل من نصف النقاط». لكن فيشر حطم كل التوقعات وسجل ثمانية انتصارات وخمسة تعادلات وبذلك فاز بالبطولة حصاداً 13/10.5 بفارق نقطة عن الوصيف. وهو على بعد شهرين من عيد ميلاده الخامس عشر، فأصبح فيشر أصغر شخص يتربع على بطولة الولايات المتحدة.
وتصدرَ في هذا العام التصفيات المناطقية الأمريكية المؤهلة لبطولة العالم، كل هذه الانتصارات مكنت فيشر من تحقيق لقب الأستاذ الدولي، وجعلت تصنيفه يصل إلى 2626؛ وهو ثاني أعلى تصنيف في الولايات المتحدة، حيث كان رشيفسكي متصدرا للتصنيف بـ2713. أهلت هذه النتائج فيشر للمشاركة في التصفيات ما بين المناطقية المؤهلة لبطولة العالم المقامة في بورتوروز عام 1958، وبالتالي تقدم خطوة باتجاه تحدي بطل العالم.

## أستاذ دولي، مرشح، مؤلف
كانت الحماسة تملأ بوبي لزيارة الاتحاد السوفيتي معقل أبطال العالم للشطرنج، لكن لم تكن عائلة بوبي قادرة على تحمل تكاليف السفر. وبسبب إلحاح بوبي أرسلت والدته رجينا رسالة إلى زعيم السوفياتي نيكيتا خروتشوف تطلب فيها دعوته لبوبي للمشاركة في مهرجان الشباب العالمي المقام في بلاده. وبالفعل جاء الرد إيجابياً لكن متأخر جداً حيث إن المهرجان كان قد انتهى. في العام الثاني شارك بوبي في برنامج مسابقات وبفضل والدته حصل على تذكرتين لرحلة إلى روسيا، فحزم حقائبه هو وأخته جوان للذهاب هناك.
فور وصول فيشر لروسيا قدم الاتحاد السوفيتي دعوه له للقدوم إلى موسكو وقاموا بالتكفل بسخاء بمصاريفه، وكلفوا الأستاذ الدولي ليف أبراموف لمرافقته. خاض بوبي المتحمس عدة مباريات مع لاعبين سوفيت وأثار إعجاب الأستاذ الكبير فلاديمير لارتورسيف الذي وصفه بأنه سيكون بطل العالم القادم.
كان بوبي متحمساً جدا للعب مع ميخائيل بوتفنيك بطل العالم في ذلك الوقت، لكنه أُبلغ بأن هذا الشيء مستحيل. وبدلاً عن ذلك تم الطلب من تيجران بتروسيان الحضور للعب مع بوبي، لعب الاثنان مباريات سريعة انتهت غالبيتها بفوز تيجران. عندما بدأ بوبي يدرك بان السوفيت لن يسمحوا له بخوض مباريات رسمية لم يستطع تمالك غضبه، ولم يكن هادئاً بالتعبير عنه؛ قائلاً انه «سئم من هؤلاء الروس الخنازير». هذه التصرفات أثارت حفيظة الروس الذين كرموا فيشر. غادر فيشر وأخته روسيا ذاهبان إلى يوغسلافيا تلبية لدعوة قُدمت لهم للحضور كضيوف مبكرين للتصفيات ما بين المناطقية لبطولة العالم.
في هذه التصفيات يصعد أعلى ست أشخاص إلى مسابقة الترشح (Candidate Tournament) والتي تعتبر المحطة ما قبل الأخيرة للوصول لبطولة العالم. كانت توقعات الكثير أن بوبي فيشر عديم الخبرة ذو ال15 ربيعاً لن يكون قادر على حجز مقعد ضمن الست الأوائل، ألا إنه تمكن وبشق الأنفس من إحراز 12/20 جعلتهُ في المواقع (6-5) محققاً التأهل لمسابقة الترشح؛ هكذا صار فيشر أصغر لاعب يتأهل لهذه المسابقة وأصغر لاعب يحصل على لقب «أستاذ كبير» وعمره 15 سنة و6 أشهر ويوم واحد «وفي ذلك الوقت علم الجميع أن هناك عبقري بين أيديهم».
قبل بدأ مسابقة الترشح "Candidates" فاز فيشر ببطولة الولايات المتحدة في دورتها ال 1958–59 محققا 8½/11. كما حصل على المرتبة الثالثة في بطولة مسابقة مار دل بلاتا محققا 10/14. وعلى المراكز 4-6 في مسابقة جرت في مدينة سانتياغو. وفي المسابقة الدولية المقامة ميونخ حقق فيشر نتائج جيدة جعلتهُ خلف ميخائيل طال.
خاض بوبي فيشر البالغ من العمر 16 عامًا مسابقة الترشح 1959 في (بليد، زغرب، بلغراد) واستطاع أن يضع نفسه خامسا وسط ثمانية (أعلى اللاعبين الغير سوفيت) محققاً 12½/28، هُزم فيشر على يد ميخائي طال في جميع المباريات الأربعة التي خاضوها معاً. وفشل بربح المسابقة والترشح لمنافسة بطل العالم على لقبه.(1) وفي هذه السنة نشر فيشر كتابه الأول المؤلف من مجموع مبارياته "Bobby Fischer's Games of Chess".

### الفشل الدراسي
بالرغم من عبقرية بوبي التي أذهلت الكثيرين إلا انه كان يجد صعوبة في النجاح في المدرسة. وقد يعود سبب ذلك إلى هوس بوبي بالشطرنج وتخصيص طول وقته في اللعب أو القراءة عن اللعبة، يُضاف إلى ذلك عدم الاستقرار الذي تميزت به عائلته. فعندما وصل بوبي إلى الصف الرابع كان قد تنقل بين 6 مدارس مختلفة.
في عام 1952 تمكنت والدته من الحصول على زمالة مدرسية له في مدينة بروكلين، لم يحصل بوبي على هذه الزمالة بفضل تفوقه في الحساب أو العلوم وإنما بسبب موهبته في الشطرنج ودرجة ذكاءه العالية (IQ). في عام 1959 حصل بوبي على المدالية الذهبية في المدرسة لتفوقه في الشطرنج، وفي نفس العام رسب بوبي في المدرسة الثانوية وهو في عمر ال 16 وترك المدرسة.

## بطولات الولايات المتحدة
شارك بوبي فيشر في بطولة الولايات المتحدة ثمانية مرات وفاز بجميعها. ونتائجهُ هي:
| بطولة أمريكا. | النقاط(2)(3)           | المرتبة | الهامش  | النسبة | العمر |
| ------------- | ---------------------- | ------- | ------- | ------ | ----- |
| 1957–58       | 10½/13 (+8 -0 =5)[133] | الأول   | 1 نقطة  | 81%    | 14    |
| 1958–59       | 8½/11 (+6 -0 =5)[134]  | الأول   | 1 نقطة  | 77%    | 15    |
| 1959–60       | 9/11 (+7 -0 =4)[135]   | الأول   | 1 نقطة  | 82%    | 16    |
| 1960–61       | 9/11 (+7 -0 =4)[136]   | الأول   | 2 نقطة  | 82%    | 17    |
| 1962–63       | 8/11 (+6 -1 =4)[137]   | الأول   | 1 نقطة  | 73%    | 19    |
| 1963–64       | 11/11 (+11 -0 =0)[138] | الأول   | 2½ نقطة | 100%   | 20    |
| 1965[139]     | 8½/11 (+8 -2 =1)[140]  | الأول   | 1 نقطة  | 77%    | 22    |
| 1966–67       | 9½/11 (+8 -0 =3)[141]  | الأول   | 2 نقطة  | 86%    | 23    |
لم يحضر فيشر بطولة 1961–62 لانشغاله بالتصفيات ما بين المناطقية. خلال ثمانية بطولات هُزم ثلاث مرات فقط، حيث هزم مع ايدمر مبدنس في 1962–63 ومع صموئيل رشفسكي وروبرت بايرن في 1965. وبالتالي فانه حقق من النقاط في مجموع البطولات الثمانية 74/90 (61 انتصار، 26 تعادل، 3 هزائم).
في بطولة 1963-64 حقق فيشر ما لم يحققه أي أحد قبله أو بعده حتى الآن، وهو الفوز بالعلامة الكاملة 11/11 في بطولة الولايات المتحدة، حيث فاز في جميع المباريات التي لعبها ولم يتعادل أو يخسر قط. الانتصارات المتوالية لفيشر في البطولة الأمريكية جعلت من فوزه أمر متوقع لكن حصوله على العلامة الكاملة هو ما أذهل المتابعين. هذه العلامة الكاملة هي واحدة من ضمن عشرة علامات كاملة حصلت في المستويات العالية للشطرنج على مدار التاريخ.
يقول الأستاذ الدولي أنتوني سيدي الذي واجه فيشر في الدورة الأخيرة من هذه البطولة: «عند ذهابي إلى المباراة الأخيرة لم أكن أتوقع أن اهزم فيشر، لقد رأيت إيفانس في الممر قبل الدخول للعبة وقال لي: أره باننا لسنا أطفال». حيث كان يعول بقية المتسابقين عليه لأحراز تعادل يكسر العلامة الكاملة لفيشر. حاول انتوني بالفعل الوصول إلى التعادل لكن بلا جدوى. كان بنيت لارسن الوحيد المعروف بانتقاده لفيشر الوحيد الذي لم يبهرهُ الانتصار وقال: «كان فيشر يلعب مع أطفال».

## الأولمبياد

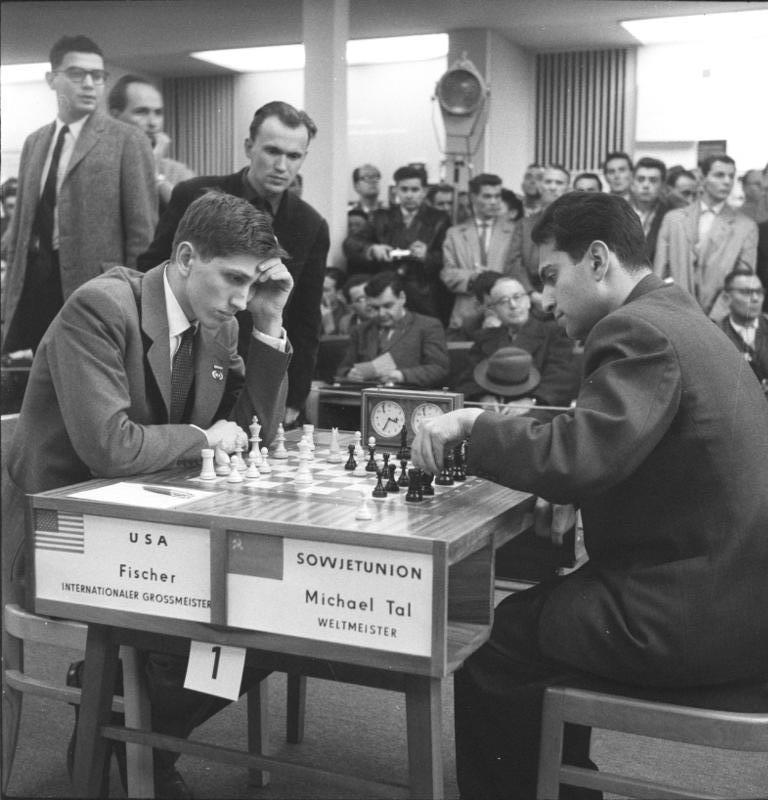
فيشر ذو 17 عام يلاعب ميخائيل طال ذو 23 عام في لايبزيغ

رَفَضَ فيشر المشاركة في أولمبياد ميونخ 1958؛ لأنه أراد أن يترأس الفريق الأمريكي المشارك بالبطولة بدلاً من صاموئيل رشفسكي. تقول مصادر أُخرى بأنه لم يستطع الحضور لأنه لم يقدر على ترتيب طريقة للتغيب عن المدرسة. لاحقاً ترأس فيشر الفريق الأمريكي وشارك في أربع أولمبياد موضحة نتائجها في الجدول أدناه:
| أولمبياد     | نتائج فردية          | نتائج الفريق الأمريكي |
| ------------ | -------------------- | --------------------- |
| لايبزيغ 1960 | 13/18[150] (برونزية) | فضية                  |
| فارنا 1962   | 11/17[151] (الثامن)  | الرابع                |
| هافانا 1966  | 15/17[152] (فضية)    | فضية                  |
| زيغن 1970    | 10/13[153] (فضية)    | الرابع                |
مجموع نتائج فيشر في هذه البطولات هي +40 -7 =18 وهذا يعني 49/65: 75.4%. في أولمبياد 1966 أقترب فيشر جداً من الفوز بالميدالية الذهبية التي خطفها تيجران بتروسيان. كان الفرق بينهما قليل جداً حيث كانت نسبة نقاط فيشر 88.23% بينما كانت نسبة نقاط تيجران 88.46%. ومع أن فيشر لعب أربع مباريات أكثر من تيجران إلا أنه واجه مباريات صعبة. ولو أن فيشر قبل التعادل الذي عرضه عليه فلورين جيورجيو لحقق النقاط الكافية ليحصل على الذهبية لكنه رفض التعادل وهُزم في تلك المباراة، يقول فلورين جيورجيو بأنه كان متأكداً من الفوز لكنهُ عرضَ التعادل على فيشر لأنه أراده أن يفوز بالذهبية.
في أولمبياد 1962: التقى فيشر باللاعب الأرجنتيني ميغيل ناجدورف، وعلى الرغم من المستوى العالي لناجدورف إلا أن فيشر راهنَ على أنهُ سيهزمه ب25 حركة، وبالفعل انتصرَ عليه بـ 24 حركة متسبباً بالخسارة الوحيدة لناجدورف في البطولة. ومن المثير للسخرية بأن طريقة دفاع ناجدورف في هذه المباراة صارت تكتيك ينتشر ويستعمله اللاعبون المحترفون وسميت صقلية ناجدورف.
رفضَ فيشر الدعوة للمشاركة في أولمبياد تل أبيب 1964. ولم يشارك فيشر في أولمبياد عام 1968 احتجاجاً على ما أعتبره شروط لعب ضعيفة. أعتبر تيجران وجورج كالتونسكي (رئيس الفريق الأمريكي في تلك السنة) أن فيشر كان محقاً بانتقاده. يقول تيجران: «تخيلوا قاعة فيها ثلاثة آلاف لاعب ومتدرب ومتفرج، مجتمعين في هذا المكان بدون أي تهوية ويضاف إلى ذلك الإنارة الضعيفة. أنا لم أشكُ أبداً من قوة بصري لكن لم تمر حركة أو حركتين من التفكير المكثف في اللعبة حتى صارت عيناي تؤذياني».

## 1961-1960
في عام 1960 أخذَ فيشر المركز الأول مناصفةً مع اللاعب السوفيتي سبايسكي في بطولة مسابقة مار دل بلاتا القوية المقامة في الأرجنتين. كانت مباريات فيشر +13 -1 =1  وكانت الخسارة الوحيدة التي تلقّاها في البطولة من قبل سبايسكي وكانت هذه البطولة بداية لصداقتهما الطويلة.
في مسابقة بوينس آيرس 1960 واجه فيشر فشلاً ذريعا ونتائجَ مخيبة لا تعكس ما كان متوقعاً عنه. حيثُ حققَ فيشر 8½/19 +3 -5 =11 هذه النتائج جعلته بعيداً جداً عن متصدر البطولة رشفسكي ذو 13/19. وفقاً للاري ايفانس فان فيشر مارس أول تجربة جنسية له مع فتاة تعرفَ عليها خلال البطولة. صرح فيشر فيما بعد «بأنه لن يجمع بين النساء والشطرنج مجدداً».
في عام 1961 بدأ فيشر سلسلة من 16 لعبة مع رشفسكي في نيويورك ولوس أنجلوس. كانت التوقعات تشير لفوز فيشر باعتباره لم يهُزم في أي مجموعة لعبات يخوضها ضد منافس واحد قط. بعد 11 لعبة فاز فيشر ب2 وهُزم ب2 وتعادل ب7 (+2 -2 =7). لم تُكمل المباريات بسبب اختلاف فيشر مع المنظم على جدولة المباريات؛ وبالتالي انسحب فيشر وأُعلن عن رشفسكي كفائز.
تربع فيشر على المركز الثاني في بطولة super-class field خلف ميخائيل طال، لكنه تمكن للمرة الأولى من هزيمة طال في المواجهة التي دارت بينهما محققاً 3½/4 في البطولة من دون أن يُهزمَ أبداً +8 -0 = 11.

## صراع مسابقة الترشح
في عام 1962 فازَ فيشر بالتصفيات ما بين المناطقية المؤهلة لمسابقة الترشح المقامة في ستوكهولم بفارق 2½ عن أقرب منافسيه. 17½/22 (+13−0=9). وبالتي أصبحَ فيشر اللاعب الغير سوفيتي الأول الذي يفوز بهذه البطولة منذ عام 1948. أثار فوز فيشر اهتمام اللاعبين السوفيت الذين صاروا ينظرون إليه كلاعب خطر في مسابقة الترشح المقامة في شيكاغو. لكنه لم ينجح في التأهل بل حل رابعاً بحصاد 14/27 +8 -7 =12 بعيداً عن المتصدر تيجران بروتسيان ذو ال 17½/27.

### اتهام السوفيت بالتواطؤ
لم يلتزم فيشر الصمت بخصوص فشله في مسابقة الترشح، فصرح قائلاً بأن ثلاثة من اللاعبين الخمسة السوفيت (تيجران بتروسيان، باول كيريس، ايفم جيلير) قد اتفقوا بشكل سري على التعادل في المباريات التي تجري بينهم لتوفير طاقتهم لمواجهة فيشر. أما اللاعب الرابع فيكتور كورجنوي فقد أُجبرَ على الخسارة في المباريات لكي يفوز لاعب سوفيتي في البطولة. واستناداً إلى هذا التلاعب فان فيشر قال إنهُ لن يُشارك في مسابقة الترشح مستقبلاً لان هذا التلاعب يجعل من فوز أي لاعب غير سوفيتي امرٌ مستحيل.
أثارت تصريحات فيشر جدلاً كبيراً في أوساط اللعبة. وعلى هذا الأساس قرر الاتحاد الدولي للشطرنج تغيير شروط الفوز في المسابقة وتحويل نظامها من دورة روبن إلى طريقة خروج المغلوب.
على الرغم من هذا التغيير فان فيشر لم يشارك في التصفيات ما بين المناطقية المقامة في أمستردام 1964 منسحباً من المنافسة على بطولة العالم 1966.

## 1963-66
رفض فيشر المشاركة في كأس "Piatigorsky" عام 1963، وشاركَ بدلاً عنها في البطولة الغربية المفتوحة المقامة في ميشيغان وفاز بها محققاً 7½/8. في أيلول من نفس العام فاز فيشر ببطولة نيويورك محققاً 7/7 وكانت هذه العلامة الكاملة الأولى التي يحصل عليها خلال مشواره.
وفي الوقت الذي رفضَ فيه فيشر المشاركة في التصفيات ما بين المناطقية المؤهلة لبطولة العالم في 1964، أستغل الوقت لأجراء جولة في الولايات المتحدة وكندا استمرت من شباط حتى أيار. ألقى خلال هذه الجولة المحاضرات في أكثر من 40 مدينة، وخاض أكثر من 2000 مباراة فاز ب 94% مباراة منها.
أراد فيشر اللعب في مسابقة كابابلانكا التذكارية "Capablanca Memorial" المقامة في هافانا في آب وأيلول 1965. لكن وزارة الخارجية رفضت الموافقة على ذهابه إلى كوبا. لم يستسلم فيشر بل طلب طريقة مميزة للمشاركة في المسابقة، حيث يلعب فيشر في نادي في مدينة نيويورك ثم تنقل حركته إلى كوبا من خلال التليبرنتر، وسرعان ما وافق جميع اللاعبين والمنظمين على الطريقة. لكن بسبب تأخر زمن الإرسال كان فيشر يضيع الكثير من الوقت في التحرك وبالتالي هُزم أمام ثلاثة من أبرز منافسيه. وبالرغم من ذلك حققَ فيشر المركز الثاني بحصاد 15/21 (+12 -3 =6)  خلف بطل العالم في ذاك الوقت فازلي سميسلوف الذي هزمهُ فيشر في المباراة التي جرت بينهما أثناء المسابقة.
قبل فيشر الدعوة للمشاركة في كأس "Piatigorsky" المقامة في سانتا مونيكا. بدأ فيشر اللعب بشكل كارثي، فبعد ثماني جولات حقق فيشر 3/8 فقط جعلته آخر اللاعبين، لكنه عاد بطريقة مثيرة جداً في الجولات الثمانية اللاحقة محققاً 7/8.

## الانسحاب أثناء تصدر التصفيات
فوز فيشر في البطولة الأمريكية 1966-67 أهلته لخوض المنافسة لبطولة العالم القادمة. في التصفيات ما بين المناطقية في سوسة 1967، حقق فيشر 8½ نقطة من 10 مباريات جعلته يتصدر المنافسة. بسبب انتماء فيشر لكنيسة الرب العالمية المؤمنة بعدم العمل يوم السبت، فان فيشر لم يكن قادراً على اللعب من غروب يوم الجمعة إلى غروب يوم السبت. احترم المنظمون عقائد فيشر وعملوا على جدولة المباريات بحيث لا يخوض فيشر مباريات خلال هذه الفترة. لكن تغيير الجدولة هذا تسبب بعدم حصول فيشر على الراحة الكافية فقد كان يخوض 4 مباريات متتالية، فاشتعل الخلاف بينه وبين المنظمين لينتهي الأمر بانسحاب فيشر من التصفيات.

## التوقف المؤقت
في عام 1968 فاز فيشر بمسابقة نتانيا مُحققاً 11½/13 (+10 -0 =3)، ومسابقة فنكوفسي 11/13 محققاً (+9 -0 =4) بهامش كبير (فارق كبير عن أقرب منافسيه). بعد ذلك توقف فيشر عن اللعب ل18 شهراً (ماعدا مباراة فاز بها على انتوني سيدي في 1968). تفرغ فيشر في هذا الوقت لتأليف كتابه الثاني أسماه: "My 60 Memorable Games" وحقق نجاحاً بمجرد نشره.

## بطولة العالم

### الطريق إلى بطولة العالم
لم يُشارك فيشر في التصفيات المناطقية المؤهلة لبطولة العالم بسبب خلافه مع الاتحاد الأمريكي حول صيغة المسابقة وقيمة الجائزة. تأهلَ في هذه البطولة 3 لاعبين يُفترض بهم أن يمثلوا الولايات المتحدة في التصفيات ما بين المناطقية. من بين هؤلاء الثلاثة اللاعب بينكو الذي أعلن عن استعداده الانسحاب ليلعب فيشر بدل عنه في تلك التصفيات، وهذا ما حصل بالفعل. بينما أعلن لومبردي بأنه أيضاً مستعد للانسحاب ليأخذ فيشر مكانه قائلاً: «أريد ان ألعب لكن يجب أن يحظى فيشر بالفرصة».
قبل التصفيات ما بين المناطقية، تحديداً في آذار ونسيان من 1970، نافس أفضل اللاعبين في العالم لاعبي الاتحاد السوفيتي في بلغراد بما عرف ب«مباره القرن». وعلى غير عادته سمح فيشر للاعب الدنماركي بنت لارسن بترؤس فريق بقية العالم على الرغم من كون فيشر أعلى منه تصنيفاً. فاز فريق الاتحاد السوفيتي محققاً 20½ مقابل 19½ لفريق بقية العالم. أحرز فيشر أعلى النقاط في فريقه بانتصارين وتعادلين.
بعد هذه المنافسة، شارك فيشر ببطولة العالم لشطرنج البرق وهي بطولة غير رسمية تكون مدة كل مباراة فيها 5 دقائق فقط. وكان المراقبون يرجحون فوز طال وبتروسيان. توقع الروس بأنهم سيلقنون فيشر درساً خلال هذه البطولة وهو ما لم يحصل، حيث اكتسح فيشر منافسيه وفاز بالبطولة محققاً 19/22 (+17 -1 =4) بعيداً جداً عن أقرب منافسيه طال الذي حقق 14½. أستطاع فيشر خلال هذه البطولة سحق ملوك الشطرنج السريع من أمثال طال وبتروسيان وفاسيلي بنتيجة نظيفة.
فاز فيشر بالتصفيات ما بين المناطقية التي أقيمت في كانون الأول 1970. محققاً 18½/23 (+15 -1 =7) بفارق كبير عن أقرب منافسيه. على الرغم من هذه النجاحات لم تنل إنجازات فيشر ذهول بطل العالم السابق ميخائيل بوتفنيك الذي قال: «قد أُعلن فيشر على أنه عبقري، أنا لا أتفق مع هذا الكلام.. لكي يُعلن عن شخص بأنه عبقري في الشطرنج فانه يجب أن يهزم أقرانه بهامش كبير وهذا ما لم يحصل حتى الآن».

#### مسابقة الترشح
في مسابقة الترشح المقامة في 1971، وقع فيشر في مواجهة اللاعب السوفيتي وعازف البيانو مارك تيمانوف في الربع النهائي. وبدأت سلسلة المباريات (ست مباريات) بينهما في فانكوفر، كندا في مكان جميل من حرم جامعة كولومبيا البريطانية. توقع المحللون واللاعبون فوز فيشر نظراً لنتائجه العالية وخبرته وتوقع طال ان تنتهي المواجهة بفوز فيشر محققا 5½ مقابل 4½ لتيمانوف. لكن تيمانوف نفسه كان يقول بأنه قادر على هزيمة فيشر.
لم تكن ثقة تيمانوف مبنية على لا شيء. حيث استعانَ تيمانوف ببوتفينيك الذي درس بشكل مكثف استراتيجيات فيشر وصنعوا سوية ملفاً كاملاً لدراسة فيشر. بدأت سلسلة المباريات بين الاثنين وفاز فيشر بالمباراة الأولى والثانية، سئلَ تيمانوف فيشر كيف فكر بأحدي الحركات (12.ح3C1)، فأجابه بان هذه ليست فكرته وإنما استقاها من كتاب للاعب السوفيتي ألكسندر نيكيتين، أصيب تيمانوف بالذهول لإمكانيات فيشر الذي يعرف حتى عن تلك التكتيكات المكتوبة بلغات أجنبية والتي لم يعرفها هو. فاز فيشر بالمباراتين التاليتان أيضاً محققاً 4-0. أصاب الارتباك تيمانوف لشعوره بالعجز أمام فيشر، أكمل فيشر المباراة وسحق تيمانوف بنتيجة 6-0.
من الصعب لشخص لا يلعب الشطرنج أن يتخيلَ حجم هذا الانتصار، هزيمة لاعب بهذا المستوى من دون حتى تعادل أمر شبه مستحيل. ومع الهزيمة نهض تمانوف وقال بحزن: «حسناً، ما زالت لدي الموسيقى». كنتيجة لهذا الأداء أُخرج تيمانوف من الفريق السوفيتي ومُنع من السفر لسنتين، ومُنع من كتابة المقالات وحُرم من راتبه الشهري، بل ان السلطات منعته حتى من العزف على البيانو في المسرح. تسببت هذه الهزيمة بإنهاء مسيرة تيمانوف في الشطرنج.
المواجهة التالية لفيشر كانت مع الأستاذ الكبير الدنماركي بنت لارسن. توقع سباسكي ان تكون المنافسة قوية بين الاثنين مع ترجيح كفة لارسن. قبل المباراة قال بوتفينيك للتلفزيون الروسي: «من الصعب أن نقول كيف ستنتهي المواجهة، لكن من الواضح أن ما حدث في فانكوفر (مع تيمانوف) لن يتكرر. أعتقد إن لارسن سيواجه مفاجئة غير سارة من فيشر، حيث أن فيشر سيحاول فعل نفس ما فعلهُ مع تيمانوف لكن هذا مستحيل».
هزم فيشر لارسن بنتيجة 6-0. روبرت بايرن كتب يقول: «أنا غير قادر على إستعياب كيف أن فيشر أو أي إنسان قادر على الفوز في ست مباريات متتالية على عبقري في الشطرنج مثل بينت لارسن». بنما قال كاسباروف: «لا يوجد هناك لاعب أستطاع أن يتفوق على منافسيه مثل ما فعل فيشر بفوزه 12-0 في مباراتان متتاليتان».
في آب 1971 خاض فيشر المباراة النهائية لمسابقة الترشح مع تيجران بتروسيان. هذه المواجهة كانت مهمة شاقة لكلا الطرفين. وعلى رغم من نتائج كان بتروسيان مطمئناً من فوزه. صرح بتروسيان قائلا: «انتصارات فيشر لا تذهلني. هو لاعب شطرنج كبير لكنه ليس عبقرياً». تواجه اللاعبان في المباراة الأولى التي أستعمل فيها بتروسيان طريقة دفاع مميزة منحته الأفضلية لكن سرعان ما تعثر وفاز فيشر. عاد بتروسيان ليفوز بالمبارة التي تلتها ليضع حداً لسلسلة انتصارات فيشر. بعد ذلك تعادل الطرفان بثلاثة مباريات. مقاومة بتروسيان لم تدم أكثر من ذلك فقد فاز فيشر بالمباريات الأربعة التي تلتها لينهي الجولة بفوزه بنقاط 6½ مقابل 2½ لبتروسيان.).
صرحَ بتروسيان قائلاً: «بعد المباراة السادسة أصبحَ فيشر بالفعل عبقري. من جهة أخرى فانا إما أنهرت أو كنت متعباً أو إن شيئاً ما حصل لكن المباريات الثلاثة الأخيرة لم تكن مباريات شطرنج». ومع هذا الانتصار فاز فيشر بمسابقة الترشح وتأهل لمنافسة بطل العالم سباسكي.
في تموز 1972 رفع الاتحاد الدولي للشطرنج تصنيف فيشر إلى 2785 وهو أعلى تصنيف في التاريخ حتى ذلك الحين، وهو أعلى ب 125 من سباسكي ثاني أعلى تصنيف في العالم.

### مباراة بطولة العالم
استمراراً لسجل فيشر الطويل من العناد والشكوى من الأمور التنظيم، وقع فيشر في الاختلاف مع سباسكي حول مكان إقامة المواجهة، فكان فيشر يريد اللعب في بلغراد، يوغسلافيا بينما كان سباسكي يفضل ريكيافيك، أيسلندا. حاول المنظمون الوصول لحل وسط وهو تقسيم المباريات بين المدينتين، لكن انتهت هذه المحاولات بالفشل. وحسم الموضوع بتحديد آيسلندا مكاناً لأقامه المباريات. ومع حل هذه المشكلة ظهرت مشكلة أخرى وهي أن فيشر أشترط زيادة قيمة الجائزة لكي يلعب. تبرع الثري البريطاني جيم سلاتر ب125,000 دولار ليضاف إلى قيمة الجائزة، وبهذا وصلت قيمة الجائزة إلى رقم غير مسبوق هو 250,000 دولار أمريكي (تعادل 1,422,846.89$ حالياً)، وعلى هذا الأساس قبِلَ فيشر اللعب.

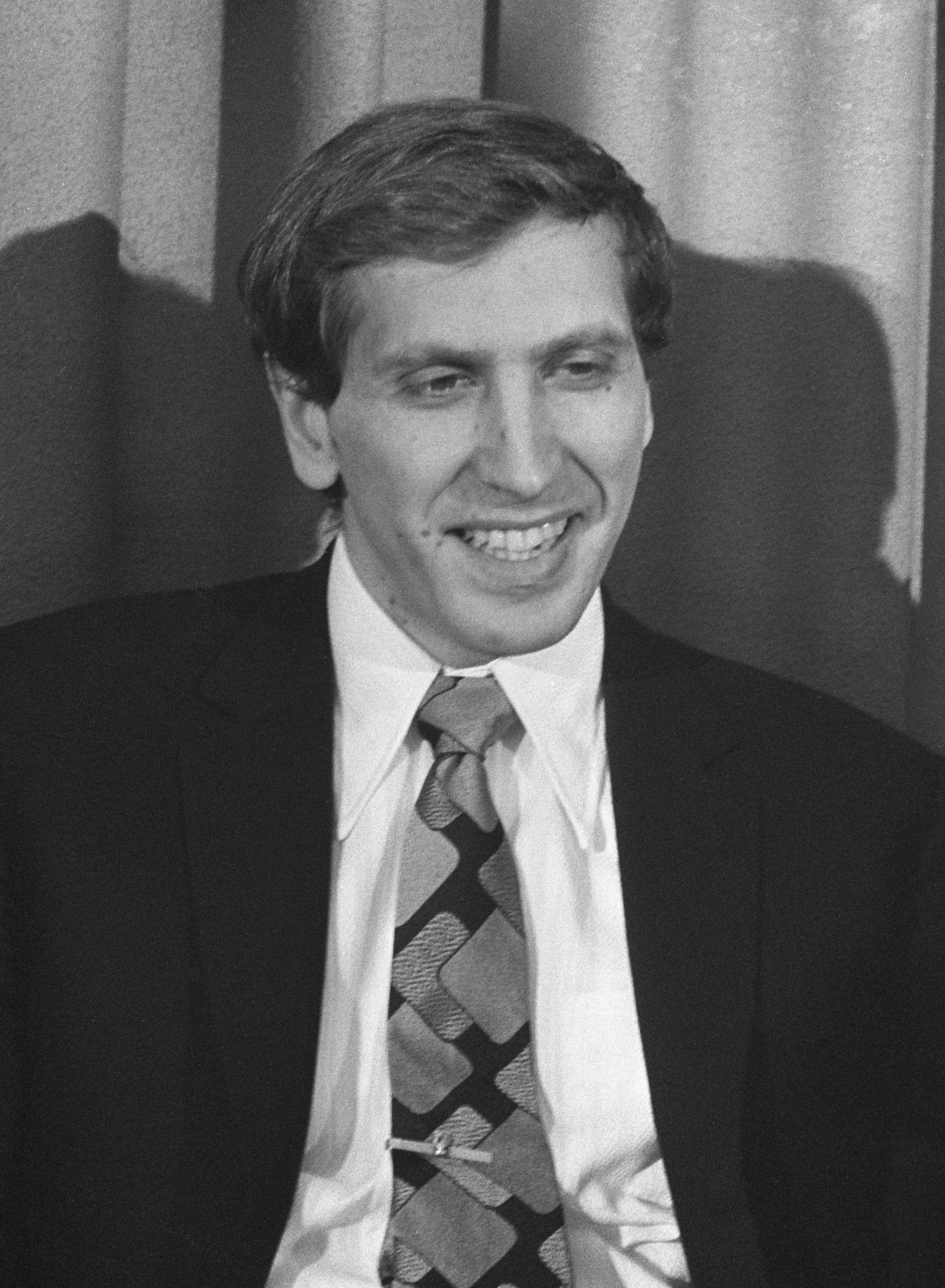
فيشر 1972

أَقيمت المباراة في ريكيافيك في الفترة من تموز حتى أيلول سنة 1972. اشتكى فيشر من الإضاءة، موقع الجمهور، لوح الشطرنج وطلب تغييرها كلها بحسب ما يريد فوافق المنظمون. خسر فيشر مباراته الأولي عندما حرك الفيل بطريقة أدت إلى أسره. قال فيشر أن الكاميرات تصدر صوتاً يتسبب بتشويش ذهنه فطلبَ إخراجها كلها، رفضَ المنظمون الاستجابة لذلك فتغيب فيشر عن المباراة الثانية وبالتالي أُحتسب خاسراً. استمر فيشر برفضه اللعب حتى تُجاب مطالبه، لم يكن سبايسكي مضطراً لمجاراة فيشر وكان المنظمون سيعلنون عن خسارة فيشر واحتفاظ سباسكي بلقبه كبطل العالم لكن سباسكي لم يرد الفوز بهذه الطريقة. فقبلَ بكل مطالب فيشر وسمح بان تُجرى المباراة في غرفة صغيرة بعيداً عن المسرح والجمهور والكاميرات.
بعد ذلك فاز فيشر في سبع مباريات من ال19 التي خاضها مع سباسكي ولم يخسر سوى مرة واحدة وتعادل ب11 محققاً 12 ½ مقابل 8½ لسباسكي وبتالي أصبحَ بوبي فيشر بطلاً للعالم في الشطرنج.
ألقت الحرب الباردة بظلالها على هذا الفوز، ونالت المباراة اهتماما إعلامياً غير مسبوق في الولايات المتحدة والاتحاد السوفيتي، وكان البعض يرى أن المباراة هي حرب صغيرة بين أمريكا وروسيا. حيث أحتكر الروس بطولة العالم في الشطرنج لأكثر من ربع قرن الأمر الذي كانت تتفاخر فيه روسيا بشكل متواصل. يقول كاسباروف: «أُدخل فيشر بشكل أيدلوجي في الحرب الباردة، عبقري أمريكي وحيد يتحدى الآلة السوفيتية للشطرنج ويهزمها». بينما وصفَ الأستاذ الكبير الدنماركي جان تيمان فوز فيشر بـ:«قصة البطل الوحيد الذي غلب أمة بكاملها». تقول أخت فيشر: «بوبي فعل كل هذا في بلد لا يعرف الشطرنج تقريباً، كما لو أن الأسكيمو قد صنعوا ملعب تنس في الثلج ثم ذهبوا وفازوا ببطولة العالم».

### فقدان اللقب
فاز أناطولي كاربوف في مسابقة الترشح وبالتالي تأهلَ لمواجهة فيشر عام 1975. فيشر الذي لم يلعب أي مباراة رسمية منذ فوزهِ ببطولة العالم 1972، أرسلَ رسالة إلى الاتحاد الدولي للشطرنج يضع فيها ثلاث شروط «غير قابلة للتفاوض» مقابل خوض المباراة مع كابروف، هذه الشروط:
1. تستمر سلسلة المباريات حتى يفوز أحد اللاعبين بعشر مباريات، التعادل لا يُحسب.
2. لا يكون هناك تحديد لحد أعلى من المباريات التي ستلعب.
3. في حالة 9-9، يبقى اللقب لفيشر وتقسم الجائزة المالية على الاثنين.

عقدَ الاتحاد الدولي للشطرنج اجتماعا لمناقشة مطالب فيشر، وافقوا على مطلبه الأول لكنهم رفضوا مطلبيه الآخرين. في 27 حزيران 1974 رد فيشر برسالة يعلن فيها انسحابهُ من المباراة النهائية بسبب عدم تنفيذ مطالبه. وبسبب المساعي المستمرة للاتحاد الأمريكي للعبة عقد الاتحاد الدولي اجتماعاً آخر لإعادة النظر في مطالب فيشر فتم قبول شرطه الثاني وجعل عدد المباريات غير محدود لكنهم رفضوا اعتبار نتيجة 9-9 فوزً لفيشر حيث صوت 35 عضو بضد مقابل 32. لم يرد فيشر على رسائل الاتحاد الدولي فأعتبر كاربوف بطلاً للعالم وسحب اللقب من فيشر.

## الانتماء الديني
على الرغم من كون والدة بوبي فيشر يهودية، إلا إن فيشر تنصل مراراً وتكراراً من جذوره العرقية. فحسب التقاليد اليهودية، يعتبر الشخص يهودياً ما دامت والدته كذلك، لكن عندما تمت كتابة اسم فيشر ضمن لائحة للمشاهير اليهود في «الموسوعة اليهودية» اعترض فيشر وأرسل للمحرر في الموسوعة يطلب منه عدم تكرار هذا الخطأ. في مقابلة بتاريخ كانون الثاني 1962 قال فيشر: «قرأت كتاباً لنيتشه يقول فيه أن الدين يستغبي الإدراك، وأنا أرى كلامهُ صحيحاً».
ألتحق فيشر بكنيسة الرب العالمية في منتصف الستينات. عاشَ فيشر لسنوات داخل الكنيسة التي وفرت له مكاناً مريحاً وأحاطوه بكل وسائل الراحة. خلال هذه الفترة تبرع فيشر بأموال كبيرة إلى الكنيسة ربحها من بطولاته. في عام 1972 قالت تقارير صحفية أن اهتمام فيشر بالدين هو مثل اهتمامه بالشطرنج وهو يعتقد بأن فضل نجاحه بالشطرنج يعود إلى إيمانه. تعرضت الكنيسة لفضيحة كبيرة بافتضاح أمر سلسلة من الأعمال الجنسية داخلها. في عام 1977 ترك فيشر الكنيسة وقال بان أساليبها «شيطانية» وهاجم بشدة طرقها وقياداتها.

## الغموض المفاجئ
بعد مباراة بطولة العالم 1972 لم يلعب فيشر أي مباراة رسمية لما يقرب من 20 عامًا. خلال هذه الفترة توارى فيشر عن الأنظار، وأختفى بشكل عملي من عالم الشطرنج الذي كان يتربع على قمته. لم تكن وسائل الإعلام ولا حتى أصدقاءه قادرين على الوصول إليه.
في 26 آذار 1981، وأثناء مسير فيشر في أحد شوارع مدينة في مدينة باسادينا في كاليفورنيا تم اعتقاله من قبل الشرطة، قالت الشرطة أن أوصاف فيشر كانت تشبه أوصاف مجرم قام بسرقة بنك في المنطقة. أصيب فيشر بجروح وتعرض للاعتداء ومختلف أنواع سوء المعاملة من الشرطة، وتم أطلاق سراحه بكفالة بعد يومين من الاحتجاز. قال فيشر أن عملية الاعتقال لم تكن عفوية وإنما كان معد لها مسبقاً.
وعن مستوى فيشر خلال مدة غيابه عن الساحة، يقول الأستاذ الكبير بيتر بياساس الذي سكن فيشر في بيته عام 1981 لأربع أشهر: «كان جيداً جداً. لم تكن هناك فائدة من اللعب معه، ولم اكن مهتماً حتى. كنت أُهزم باستمرار ولم أكن أعرف السبب. ليس الأمر كما لو إني قمت بهذا الخطأ أو ذاك، وإنما يتم التفوق علي من بداية اللعبة. لم يكن يأخذ أي وقت بالتفكير. الأمر الأكثر إحباطاً هو إني لم أكن قادراً حتى للوصول إلى نهاية اللعبة. كان فيشر يعتقد انه غير قابل للهزيمة».

## مباراة سبايسكي 1992
بعد غياب غامض دام عشرين عامًا، ظَهَرَ فيشر ليلعب مباراة ضد سباسكي. أُقيمت المباراة في بلغراد، يوغسلافيا التي كانت تحت الحظر المفروض من الولايات المتحدة. طلب فيشر من المنظمين تسمية المباراة «بطولة العالم للشطرنج» على الرغم من إنها ليست كذلك، حيث كان كاسباروف بطل العالم في ذلك الوقت. ومع هذا كان فيشر يصر على أنه هو بطل العالم، وأن كل المباريات التي خاضها كاربوف وكورجنوي وكاسباروف قد تم ترتيب نتائجها وهي باطلة. كانت قيمة الجائزة في هذه المباراة 5 ملايين دولار تذهب 3.35 مليون منها للفائز.
فاز فيشر ب10 مباريات وخسر 5 وتعادل ب15. أثبتت هذه المباراة بأن فيشر مازال يحتفظ بقوته وانه من ضمن أفضل 10 لاعبين في العالم. كانت هذه المباراة فرصة للإعلاميين للالتقاء بفيشر الذي حضر عشر مؤتمرات إعلامية أثناء المباريات، حيث دارت حول فيشر الكثير من الشائعات والأقاويل التي تمس شخصيته خلال فترة غيابه الغامضة. يقول ياسر السيروان الذي حضر المباراة والتقى بفيشر شخصياً: «بعد 23 أيلول 1992 (يوم المباراة) رميت كل ما قرأته عن بوبي فيشر من عقلي في القمامة. بوبي هو أكثر أنسان أسيئ فهمه على وجه الأرض». وأكملَ قائلاً: «لم يكن فيشر يتجنب الكاميرا، كان يبتسم ويضحك ببساطة وكان خفيف الدم، والحوار معه ممتع».
قبل بداية المباراة حذرت وزارة الخزانة الأمريكية فيشر من أن يوغسلافيا تحت الحظر ولا يمكنه اللعب هناك، وانه بلعبه على أراضيها سيخرق أمر الرئيس جورج بوش رقم 12810 وقرار مجلس الأمن 757 القاضي بفرض عقوبات ضد المتورطين بأنشطة اقتصادية مع يوغسلافيا. في المؤتمر الصحفي قام فيشر بالبصق على الأمر الأمريكي قائلاً: «هذا هو ردي». وبالتالي أصدرت الولايات المتحدة أمراً باعتقاله فور انتهاءه من المباراة.

## الحياة كلاجئ
بعد مباراة 1992 تحول فيشر إلى مطلوب للولايات المتحدة وتحول إلى هارب، أقام فترة في بودابست، المجر. وزُعم انه كان على علاقة مع لاعبة الشطرنج المجرية زيتا راجساني. بين عامي 2000 و2002 في مدينة باجيو في الفلبين. تعرف هناك على مارلين يونغ ذات ال22 عاماً. في 21 مارس 2001 ولدت مارلين ابنة ادعت أن فيشر هو أبوها. أثبت فحص الDNA المجرى في 2010 بأنها ليست بنت بوبي فيشر.

### آراؤه المعادية لليهود
والدة فيشر يهودية ومن المحتمل أن يكون والده يهودي أيضاً، على الرغم من ذلك، كان لفيشر العديد من التصريحات المعادية لليهود والتي حمل بعضها لهجة الكراهية ضدهم. فلما كان فيشر مراهقاً وصف والدته باليهودية لكن في 1984 أنكر فيشر كونه يهودياً في رسالة بعث بها إلى الموسوعة اليهودية، متهماً إياهم «بالتضليل في التوصيف بجعلي يهودياً... لتعزيز دينكم».
منذ بداية الثمانينات، بدأت آراء فيشر حول اليهود تأخذ مكاناً مهماً في ملاحظاته العامة والخاصة. فلقد أنكر الهولوكوست، ووصف أميركا بـ«المهزلة التي يسيطر عليها القذرين، أصحاب أنوف الكلاب، المختونين اليهود الأوباش». بين عامي 1999 و2006 كانت الوسيلة الوحيدة لاتصال فيشر مع معجبيه هي البرامج الإذاعية المبثوثة عبر الراديو. حيث شارك على الأقل ب34 بث أغلبها من محطات راديو في الفلبين، وأيضاً في المجر وآيسلندا وكولومبيا وروسيا. في عام 1999 كان في مقابلة في محطة راديو في بودابست، وصف نفسه خلال هذه المقابلة بـ«ضحية المؤامرة اليهودية العالمية». وفي مقابلة أخرى قال فيشر بأنه اكتشف منذ عام 1977 وبعد قراءته كتاب «حكومة العالم السرية» بأن الوكالات اليهودية تستهدفه.
ظهرت المزيد من أفكار فيشر حول الموضوع لما قام أحد مالكي وحدات التخزين في بساندا، كاليفورنيا ببيع محتويات الخزنة التي كانت تحوي كتب فيشر لتخلفه عن دفع الإيجار. ضمت مكتبة فيشر كتب معادية للسامية وتفوّق العرق الأبيض مثل كتاب كفاحي وبروتوكولات حكماء صهيون والكتاب المقدس للرجل الأبيض والدين الطبيعي الداخلي. إضافة إلى دفتر ضمّ بعض الخواطر التي كتبها بنفسه مثل: «8\24\99 الموت لليهود، فقط اقتلوا الملاعين»، «13\12\99 حان الوقت لبدء القتل العشوائي لليهود».

### آراؤه المعادية لأمريكا وإسرائيل
بعد وقوع حادثة 11 سبتمبر 2001 مباشرةً (تقريباً بعد أربع ساعات) كان فيشر في مقابلة إذاعية مباشرة في بابلو ميركادو في الفلبين. قال فيشر بأنه سعيد بهذا الهجوم، بينما كان يعبر عن وجهة نظره في السياسة الخارجية لأمريكا وإسرائيل قال: «أنا أحيي هذا الفعل. أنظروا لا أحد يفكر بأن أمريكا وإسرائيل قد ذبحت الفلسطينيين لسنوات». وقال أيضاً بأن السلوك الرهيب الذي تقوم به أمريكا في كل أنحاء العالم قد ارتد عليها. وصرح أيضاً بأنه يتمنى حدوث انقلاب عسكري في الولايات المتحدة، «أتمنى أن يسيطر الجيش على البلاد، سيغلقون كل المعابد، ويعتقلون كل اليهود، ويعدمون مئات الآلاف من زعماء اليهود». على خلفية هذه التصريحات قام الاتحاد الدولي للشطرنج بطرده من المنظمة.

### اعتقاله في اليابان
عاش فشر فترة في اليابان، حيث كان على علاقة مع ميوكو واتاي وهي لاعبة شطرنج يابانية وكانوا يعيشون سوياً لأربع سنين. في 13 تموز 2004 اعتقلت السلطات اليابانية فيشر في مطار ناريتا الدولي قرب طوكيو بسبب استعماله جواز سفر منتهي الصلاحية أثناء محاولته الطيران إلى مطار مانيلا الدولي. قاوم فيشر الاعتقال فتعرض للضرب وأُصيب على إثر ذلك بكدمات وانكسر أحد أسنانه. وفقاً لمسؤولين أمريكيين فإن جواز سفر فيشر قد أُبطل في تشرين الثاني 2003 على خلفية مذكرة الاعتقال الصادرة بحقه بسبب مباراة يوغسلافيا. لم يكن فيشر يعلم بأمر إبطال جوازه حيثُ لم يستلم أي إشعار بذلك، قالت وزارة العدل إنها أرسلت رسالة الإشعار إلى فندق بيرن (عنوان فيشر الذي أعطاه للسفارة) وأعيدت لهم من دون أن يستلمها أحد. تم وضع فيشر في السجن ويقول فيشر بأن زنزانته كانت بلا نافذة وإنه لم يرى نور النهار أبداً وقد تجاهل الحراس شكواه بخصوص دخان السجائر الذي كان يملأ المكان.
حاول فيشر تقديم طلب لأخذ الجنسية الألمانية على اعتبار أن والده ألماني لكن بدون نتيجة. كما طلب من وزير الخارجية الأمريكية كولن باول سحب جنسيته الأمريكية ولم يستجب له. كما قدم فيشر طلباً للجوء إلى اليابان فتم رفض طلبه. أرسل سباسكي رسالة إلى الرئيس الأمريكي بوش يقول فيها:
| بوبي فيشر      | فيشر يملك شخصية مأساوية، أدركت هذا في أول لقاء لي معه. هو صريح وحسن المحيا، وليس اجتماعياً بالمرة، هو غير قادر على التكيف مع معايير كل شخص للحياة، ويملك حساً عالياً بالعدالة وغير مستعد لتقديم تنازلات حتى مع ضميره الخاص أو مع من يحيط به. هو الشخص الذي يقوم بكل شي ضد نفسه... أنا أطلب شيء واحد: الرحمة. وإذا كان هذا الشيء مستحيل فأريد أن أطلب منك التالي:...أنا وبوبي قد ارتكبنا ذات الجريمة، فافرض عليَ العقوبة أيضاً، اعتقلني وضعني في نفس زنزانة فيشر وأعطنا لوح شطرنج. | بوبي فيشر |
| — بوريس سباسكي | |           |

### حصوله على الجنسية الآيسلندية
بحثاً عن أي طريقة لتجنب تسليمه للحكومة الأمريكية كتب فيشر في كانون الثاني 2005 رسالة إلى الحكومة الآيسلندية يطلب بها الحصول على الجنسية الآيسلندية. ترددت الحكومة الآيسلندية لكنها وافقت على إعطاء فيشر جواز سفر للأجانب، لم يكن هذا كافياً فلم تطلق السلطات اليابانية سراحه. حيث أن الحل الوحيد لإطلاق سراحه وعدم تسليمه للحكومة الأمريكية هو حصوله على الجنسية الآيسلندية الكاملة. وبحسب القانون فإن فيشر لا يستحق الجنسية وإن أمر الحصول عليها يجب أن يشرعه البرلمان الآيسلندي. عمد محبو ومعجبو فيشر على الضغط على كل عضو في البرلمان الآيسلندي لعدم الاعتراض على تجنيس فيشر. في 21 من آذار 2005 اجتمع البرلمان الآيسلندي وقرَّر بالإجماع منح بوبي فيشر الجنسية لأسباب إنسانية ولشعور النواب بأنه تعرض للظلم، وتقديراً منهم لمباراته عام 1972 التي «وضعت آيسلندا على الخريطة».
سلمت السلطات اليابانية فيشر إلى آيسلندا وهبطت طائرته في مدينة ريكيافيك التي توج بها بطلاً للعالم. عاش فيشر في آيسلندا بشكل هادئ متجنباً الإعلام أو أصحاب المشاريع. وانتقل إلى شقة في بناية يعيش فيها صديقه المقرب.

## وفاته

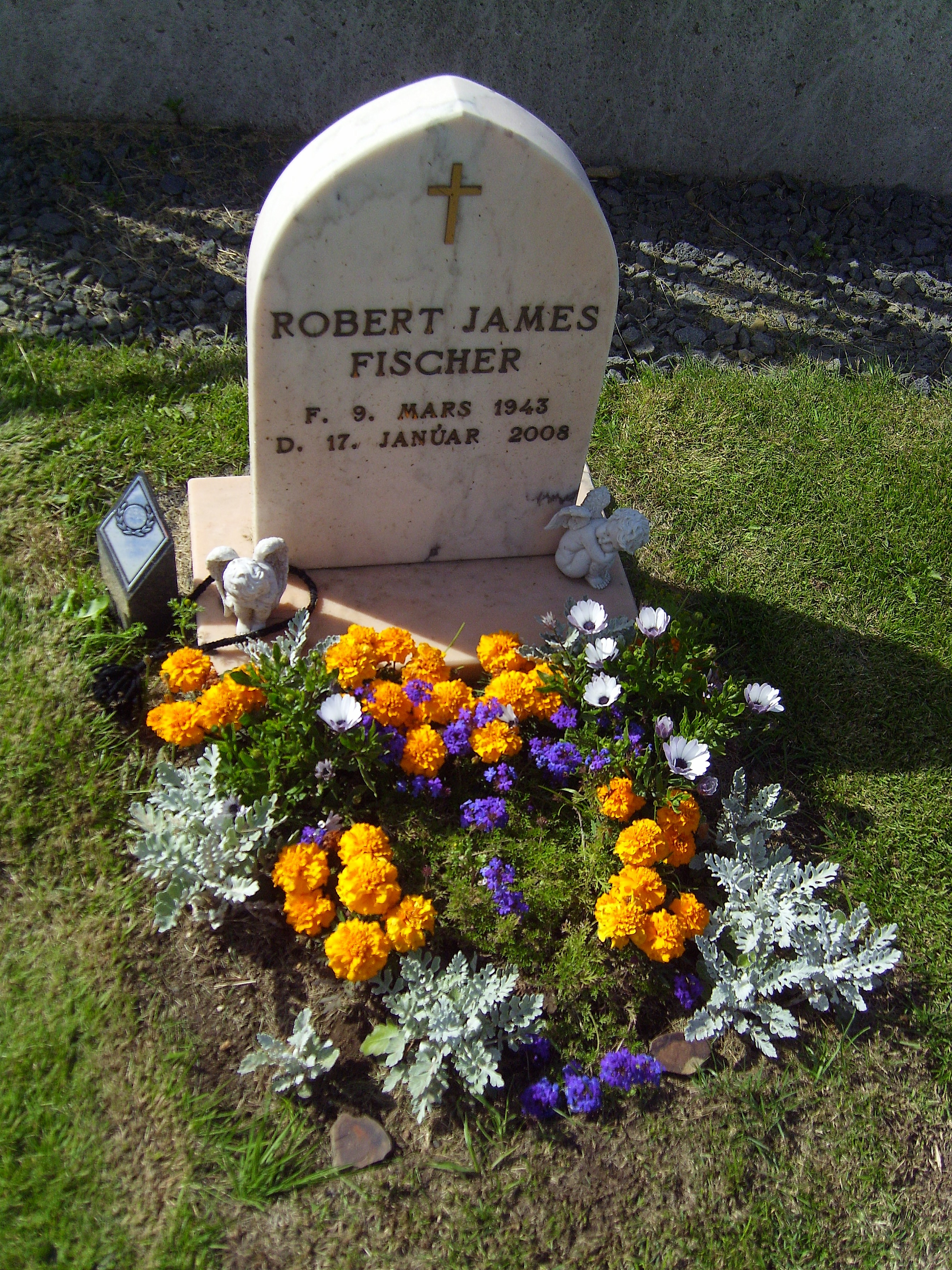
قبر بوبي فيشر.

في ال17 من كانون الثاني 2008، فارق فيشر الحياة بسبب الفشل الكلوي في المستشفى المحلي لمدينة ريكيافيك. كان مصاباً بانسداد المجاري البولية لكنه رفض العلاج أو العملية الجراحية. حسب صديقه فإن كلماته الأخيرة كانت «لاشيء يشفي مثل اللمسة الإنسانية». دُفن فيشر في كنيسة تقع 60 كم إلى الجنوب من ريكيافيك، وحسب وصية فيشر لم يحضر إلى الجنازة إلا حبيبته اليابانية ميوكو واتاي وصديقه جارور مع عائلته.
ترك فيشر ثروة مقدارها 140 مليون كرونه آيسلندية (تعادل مليوني دولار)، وتحول ميراث فيشر إلى صراع بين أربعة أطراف: ميوكو واتاي التي قالت إنها تزوجت فيشر، ابنة فيشر الفلبينية المزعومة جنكي يونغ وأمها مارلين يونغ، أولاد أخته الأمريكيين الكسندر ونيكولاس تارج، والحكومة الأمريكية التي أدعت بأن هناك ضرائب لم يدفعها فيشر.
وفقا لبيان صحفي صادر عن محام يمثل جينكي (الابنة المزعومة لفيشر)، قضت المحكمة العليا في آيسلندا، في كانون الأول 2009، بأن ميكو واتاي فشلت في جلب نسخة أصلية لعقد الزواج مع فيشر، وفي 16 حزيران 2010 أمرت المحكمة باستخراج جثمان فيشر وأخذ عينة منه للتأكد من صحة الادعاءات بأن جينكو هي ابنة فيشر. وبالفعل تم استخراج الجثمان 5 تموز 2010، في حضور الطبيب، وكاهن، وغيرهم من المسؤولين. تم أخذ عينة DNA وبعد ذلك دفنه. وفي 17 آب 2010، أعلنت المحكمة أنه استنادا إلى عينة من الحمض النووي تقرر أن فيشر لم يكن والد جينكي يونغ. في 3 آذار 2011، حكمت محكمة منطقة الأيسلندية أن ميوكو واتاي وفيشر قد تزوجوا بالفعل في 6 أيلول 2004، وبالتالي حصلت على ميراث فيشر.

## مساهماته في الشطرنج

### افتتاحياته
يُمكن التنبؤ بافتتاحيات فيشر وحركاته الأولى بسهولة، ومع ذلك يبدو منافسه عاجزاً عن استغلال هذه الميزة، وذلك لأن معرفة فيشر بإمكانيات افتتاحيته عالية جداً.
عندما يلعب فيشر كأسود، فإنه يلعب صقلية ناجدورف أمام 1. e4، ودفاع الملك الهندي أمام 1. d4 ونادراً ما يلعب دفاع نيمزو-هندي. وكأبيض فهو يستعمل 1. e4 بشكل دائم تقريباً.
كان فيشر أستاذًا في اللعب (ومواجهة) الدفاع الصقلي. أما ثاني أكثر دفاع واجهه فيشر عند استعمال 1. e4 هو دفاع كارو-كان (1. e4 c6)، وكان فيشر يجيد التعامل معه. سجل فيشر أسوأ النتائج في التعامل مع الدفاع الفرنسي (1.e4 e6) وخاصة تغيير وناوير (1e4 e6 2.d4 d5 3.Nc3 Bb4). يقول فيشر بأن تغيير وناوير غير سليم لأنه يكشف جناح الملك الأسود لكن كما ذكرنا فهو يسجل أسوأ النتائج ضده. فيشر معروف بخبرته في الافتتاحيات ومساهماته الفعالة فيها. حيث كان من الخبراء في الروي لوبيز. سلسلة التغييرات (1e4 e5 2.Nf3 Nc6 3.Bb5 a6 4.Bxc6 dxc6 5.0-0) تسمى أحياناً «تغييرات فيشر» بعد أن استعملها بشكل ناجح في أولمبياد هافانا 1966.
أنشأ فيشر التكتيك الذي يُعرف بتغيير الجندي المسموم الذي يقع ضمن صقلية ناجدورف (1e4 c5 2.Nf3 d6 3.d4 cxd4 4.Nxd4 Nf6 5.Nc3 a6 6.Bg5 e6 7.f4 Qb6)، خروج الوزير الجريء خلال هذه الحركة جعل اللاعبين يشعرون بالريبة من هذه الحركة، لكن فيشر استطاع إثبات سلامتها. فاستعمل هذه التكتيك في عشر مباريات، فاز في خمسة منها وتعادل بأربعة وخسر واحدة (ضد سباسكي). استعمال فيشر لهذا التكتيك جعلهُ يُستعمل من قبل العديد من اللاعبين ذوي المستويات العليا.
أما من خلال اللعب كأبيض في مواجهة الدفاع الصقلي فإن سلسلة التغييرات 1e4 c5 2.Nf3 d6 3.d4 cxd4 4.Nxd4 Nf6 5.Nc3 a6 (or e6) 6.Bc4 تسمى على أسم فيشر. في عام 1961 كتب فيشر مقالة راسماً سلسلة من التغييرات هي 1e4 e5 2.f4 exf4 3.Nf3 d6 والتي عُرفت منذ ذاك الحين ب«دفاع فيشر».

### الختاميات
يمتلك فيشر تكنيك ممتاز في اللعب في ختام اللعبة، حيث يضعه الأستاذ الدولي جيرمي سليمان من ضمن أفضل خمسة لاعبين في الختاميات. ختام اللعبة التي تتضمن قلعة وفيل وجنود ضد قلعة وحصان تسمى «ختامية فيشر».

### ساعة فيشر
في عام 1988 قدم فيشر براءة اختراع (U.S. Patent 4,884,255) لنوع جديد من ساعات الشطرنج، تقوم هذه الساعة بإعطاء كل لاعب وقت محدد كما بقية الساعات لكنها تُضيف مدة زمنية صغيرة مع كل حركة تُلعب. واستعملت هذه الساعة في المباراة التي جَرت بين فيشر وسباسكي في 1992. ساعة فيشر تُستعمل الآن كساعة رسمية في أغلبية مسابقات العالم.

### شطرنج فيشر العشوائي
استخف فيشر بالشطرنج الذي يُلعب حالياً (في المستويات العليا)، حيث يرى أن التكتيكات الافتتاحية وغيرها من الاستراتيجيات صارت تُحفظ من قبل اللاعبين وبالتالي صار الفوز في مباريات الشطرنج يعتمد بشكل كبير على درجة حفظ اللاعب لتلك التكتيكات وليس لقدرة اللاعب على الاستنتاج والتحليل خلال اللعبة. وعلى هذا الأساس في 19 حزيران 1996 أعلن فيشر عن نوع جديد من الشطرنج تحت اسم «شطرنج فيشر العشوائي» (عُرف فيما بعد بشطرنج 960). هذا النوع يختلف عن الشطرنج الاعتيادي في نقطة واحدة وهي ترتيب القطع في بداية اللعبة حيث يكون ترتيب هذه القطع عشوائي بحيث يختلف في كل لعبة.

## تراثه
| الشطرنج قبل فيشر يختلف عن الشطرنج بعد فيشر. |
| —كارستن مولر                                |

يقول كاسباروف عن فيشر «قد يكون الشخصية الأكثر أسطورية في الشطرنج». بينما يعتبره العديد من اللاعبين أعظم لاعب شطرنج في التاريخ. يكتب ليونارد باردين قائلاً: «يمكن أن أضع فيشر في المرتبة الثانية أو الثالثة كأعظم لاعب في التاريخ، خلف كاسباروف».
بينما وصف بعض الأساتذة الكبار طريقة لعبه: «يلعب كالحاسوب، بلا نقاط ضعف يمكن ملاحظتها».
أما نظام التصنيف الدولي Chessmetric (نظام يستخدم خوارزميات لتحديد مستوى قوة لاعبي الشطرنج عبر التاريخ وبأثر رجعي وهو نظام غير رسمي) قد قدر قوة فيشر بـ2881 عام (1971) وهو أعلى تصنيف في التاريخ. وقد صنف النظام فيشر كرقم واحد على العالم خلال 109 شهر ابتداءً من شباط 1964 إلى تموز 1974.
المنافس الكبير لفيشر ميخائيل طال أشاد به قائلاً: «هو أعظم عبقري هبط من جنات الشطرنج». أما الأستاذ الكبير آرثر بسجوير كتب: «روبرت جيمس فيشر هو واحد من قلة قليلة من الناس وصفوا بالأسطورة وهم أحياء». أما بطل العالم السابق تيجران بتروسيان فقد قال بأن فيشر خصص وقت كبير لدراسة الشطرنج يفوق الوقت الذي خصصه فريق اللاعبين السوفيت مجتمعين.
كتب ديفيد ايدموند وجون ايدينو: "في مواجهة رباطة جأش فيشر العظيمة، تبدأ ثقة خصومه بالتحطم. حركات فيشر، والتي يُنظر لها من الوهلة الأولى على أنها ضعيفة سيُعاد تقييمها. فبالتأكيد هناك خطة كبيرة وعميقة وراءها، خطة لا يمكن أن يكشفها البشر الفانون. الأستاذ الكبير روبرت بايرن سمى الظاهرة بـ"رعب فيشر". الأساتذة الكبار سيذبلون، وستتجعد ملابسهم، وستلمع جباههم من العرق، وسيتسلل الذعر إلى جهازهم العصبي. ستبدأ أخطاؤهم بالظهور، وستخفق كل حساباتهم. هناك شائعات تجري بين الأساتذة الكبار، تقول أن فيشر ينوم منافسيه مغناطيسياً، ويقوض قواهم الفكرية من خلال قوة ظلامية وخفية وغادرة.
يقول كاسبروف عن فيشر: "لقد فجر سيل كبير من أفكار الشطرنج، معلناً عن ثورة لم تتوقف حتى الآن". وفي عام 2009 وصفه بطل العالم أناند بأنه "أعظم لاعب شطرنج بالتاريخ".". وقال أيضاً: "رجل بلا حدود، استطاع أن يجمع الشرق والغرب على حبه".
الأستاذ الكبير كارستن مولر يقول: «فيشر الذي أخذ بمفرده أغلى تاج من الاتحاد السوفيتي العظيم الذي يكاد لا يقهر، صدم كل العالم في الصميم. لقد صنع قنبلة شطرنج ليس في الولايات المتحدة أو النصف الغربي من العالم فقط، وإنما العالم كله. فلعب الشطرنج أو تعليمه كمهنة أصبحت وظيفة محترمة. وبكل بساطة الشطرنج قبل فيشر يختلف عن الشطرنج بعد فيشر».

### نتائجه ضد نخبة الأساتذة الكبار
المباريات السريعة والخاطفة ومباريات الإعصاب غير مشمولة، والنتائج كالتالي: +فوز -خسارة =تعادل.

اللاعبون الذين أصبحوا ابطالا للعالم بخط سميك
- ميخائيل تال +2−4=5
- ميخائيل بوتفنيك +0−0=1
- فاسيلي سميسلوف +3−1=5
- بوريس سباسكي +17−11=28
- ماكس إيوي +1−1=1
- تيجران بتروسيان +8−4=15
- إيفيم غيلير +3−5=2
- سيتوزار غليغوريتش +7−4=8
- بول كيرس +4−3=3
- فيكتور كورتشنوي +2−2=4
- بنت لارسن +9−2=1
- ميغيل ناجدورف +4−1=4
- بولوغيفسكي +0−0=1
- ديفيد برونستاين +0−0=2
- صموئيل ريشفسكي +9−4=13
- مارك تيمانوف +7−0=1
- بوريسلاف إيفكوف: +4−2=4
- بال بينكو +8−3=7

### نظرية لعب بوبي فيشر على الإنترنيت
في 2001، كتب نايجل شورت في عمود الشطرنج الخاص بجريدة «ذي سانداي تلغراف» باعتقاده أنه كان يلعب مؤخرا مع بوبي فيشر بشكل سري على موقع نادي شطرنج الإنترنيت (ICC) مباريات سريعة. وكذلك زعم لاعبون آخرون بأنهم لعبوا ضد بوبي فيشر كذلك. إلا أن بوبي فيشر فند هذه المزاعم وأنكر امتلاكه لحساب في هذا الموقع.

## في الثقافة الشعبية
- تروي المسرحية الموسيقية شطرنج[الإنجليزية]، بكلمات تيم رايس وموسيقى بيورن أولفايوس وبيني أندرسون قصة بطلي شطرنج، وهي مستوحاة بشكل عام من مقابلة بطولة العالم 1972 بين فيشر وسباسكي، وفي الإنتاجات اللاحقة سُمي البطل الأمريكي «فريدي ترامبر» وهي إشارة لفيشر.[384]
- أثناء مقابلة فيشر سباسكي 1972، كتب المغني السوفييتي فلاديمير فيسوتسكي أغنيتين ساخرتين بعنوان «شرف تاج الشطرنج» الأغنية الأولى حول استعدادات العامل السوفييتي البسيط للمقابلة ضد فيشر، والثانية حول اللعبة. أصبحت العديد من التعابير عبارات شائعة في الثقافة الروسية.[385]
- في حلقةٍ من الموسم 21 من ليلة السبت مباشر، في مشهد هزلي حول بطولة شطرنج، قام المشجعان الأسبرطيان -مثلهما ويل فيرل وشيري أوتيري- بغناء أغنية تشجيع فيها إشارات إلى فيشر وعزلته، تحتوي على كلمات «أين هو؟/ لاأدري/ لاأدري».[386]
- في الحلقة الـ6 من الموسم 3 من تاريخ ثمل بعنوان «ألعاب»، أعاد الكاتب والكوميدي ريتش فولشر رواية قصة مقابلة بطولة العالم للشطرنج 1972. وفي الحلقة، لعب تاران كيلام دور فيشر وجيك جونسون دور سباسكي.[387]

### في الأفلام
- يستخدم فيلم «البحث عن بوبي فيشر» 1993 -المقتبس من كتاب بنفس التسمية- اسم فيشر في عنوانه، رغم أن الفيلم والكتاب يتحدثان حول حياة نابغة الشطرنج الصغير جوشوا ويتزكين، الذي كان أبوه هو مؤلف الكتاب.[388] أُصدر الفيلم خارج الولايات المتحدة بعنوان «نقلات بريئة».[389] يشير العنوان إلى البحث عن خليفة لبوبي فيشر بعد اختفائه من التنافس في بطولات الشطرنج، يعتقد والد جوشوا أن ابنه يمكن أن يكون ذلك الخليفة المنشود. فيشر لم ير الفلم أبدا واشتكى بأنه ينتهك خصوصيته باستخدام اسمه من دون إذنه.[390] ولم يتلق أي تعويضات عن الفيلم ووصف الأمر بـ«احتيال ضخم».[391]
- في أبريل 2009، بُث الفيلم الوثائقي «أنا وبوبي فيشر» لأول مرة في أيسلندا والذي يتحدث عن أعوام فيشر الأخيرة وكيف أخرجه صديقه القديم سايموندور بالسون من السجن في اليابان وساعده على الاستقرار في أيسلندا. أُنتج الفيلم من قبل فريدريك غومنسون والموسيقى من قبل غغالغور كريستين أوتارسن وبيورك وإينار أرنالدور ميلاكس.
- في أكتوبر 2009، تم إصدار فيلم السيرة «حياة بوبي فيشر»[392] من إخراج وبطولة داميان تشابا.
- في 2011، أصدرت صانعة الأفلام الوثائقية ليز غاربوس وثائقي «بوبي فيشر ضد العالم» الذي يسلط الضوء على حياة فيشر من خلال مقابلات حوارية مع غاري كاسباروف وأنتوني سيدي وآخرين.[393]
- في 16 سبتمبر 2015، أُصدر فيلم السيرة الوثائقية تضحية ببيدق من بطولة توبي ماغواير بدور بوبي فيشر، ليلي رابي بدور جوان فيشر، وبيتر سارسجارد بدور وليام لومباردي.[394]

## ملخصات بطولات والمقابلات وأحداث الفرق

### البطولات
كانت بطولة الولايات المتحدة للهواة 1955 أول بطولة نظمها الاتحاد الأمريكي للشطرنج وشارك فيها فيشر. قبل هذه البطولة، لعب فيشر في بطولات نادي بروكلين للشطرنج وفي بعض البطولات المنظمة بواسطة نادي بروكلين YMCA للشطرنج والضامة، وفي بطولة الشطرنج بالمراسلة المنظمة من قبل مجلة تشيس ريفيو.
| العام | البطولة                            | الموقع                  | الانتصارات             | التعادلات              | الخسارات               | النقاط | المباريات | المرتبة                               | اللاعبين                              | %        |
| ----- | ---------------------------------- | ----------------------- | ---------------------- | ---------------------- | ---------------------- | ------ | --------- | ------------------------------------- | ------------------------------------- | -------- |
| 1955  | بطولة الولايات المتحدة للهواة      | بحيرة موهيغان، نيويورك  | غير معروف (6 مباريات)  | غير معروف (6 مباريات)  | غير معروف (6 مباريات)  | ≤ 3    | 6         | أقل من الـ32                          | 75                                    | ≤ 50%    |
| 1955  | بطولة الولايات المتحدة للأصاغر     | لنكن (نبراسكا)          | 2                      | 6                      | 2                      | 5      | 10        | الـ20 (عند كسر التعادل)               | 25                                    | 50%      |
| 1955  | واشنطن سكوير بارك                  | نيويورك                 | غير معروف (8 مباريات)  | غير معروف (8 مباريات)  | غير معروف (8 مباريات)  | 5      | 8         | الـ15                                 | 66                                    | 56%      |
| 1956  | مدينة نيويورك الكبرى المفتوحة      | مانهاتن                 | 5                      | 0                      | 2                      | 5      | 7         | الـ5 - الـ7                           | 52                                    | 71%      |
| 1956  | نادي منهاتن للشطرنج بطولة ريزرفز أ | نيويورك                 | غير معروف (10 مباريات) | غير معروف (10 مباريات) | غير معروف (10 مباريات) | 7½     | 10        | الـ1 - الـ2                           | 11                                    | 75%      |
| 1956  | الدوري الميتربولي (حدث فرق)        | نيويورك                 | 4                      | 1                      | 0                      | 4½     | 5         | أفضل محرز للنقاط في منهاتن ريزيرفز أ  | أفضل محرز للنقاط في منهاتن ريزيرفز أ  | 90%      |
| 1956  | بطولة الولايات المتحدة للهواة      | اسبيري بارك (نيو جيرسي) | 3                      | 2                      | 1                      | 4      | 6         | الـ21                                 | 88                                    | 67%      |
| 1956  | بطولة الولايات المتحدة للأصاغر     | فيلادلفيا               | 8                      | 1                      | 1                      | 8½     | 10        | الـ1                                  | 28                                    | 85%      |
| 1956  | الولايات المتحدة المفتوحة          | مدينة أوكلاهوما         | 5                      | 7                      | 0                      | 8½     | 12        | الـ4 - الـ8                           | 102                                   | 71%      |
| 1956  | كندا المفتوحة                      | مونتريال                | 6                      | 2                      | 2                      | 7      | 10        | الـ8 - الـ12                          | 88                                    | 70%      |
| 1956  | كأس روزنوالد                       | نيويورك                 | 2                      | 5                      | 4                      | 4½     | 11        | الـ8 - الـ10                          | 12                                    | 41%      |
| 1956  | الولايات الشرقية المفتوحة          | واشنطن العاصمة          | 4                      | 3                      | 0                      | 5½     | 7         | الـ2 - الـ5                           | 56                                    | 79%      |
| 1956  | بطولة نصف نهائيات نادي منهاتن      | نيويورك                 | 2                      | 1                      | 2                      | 2½     | 5         | الـ4                                  | 6                                     | 50%      |
| 1957  | لوغ كابن المفتوحة                  | ويست أورنج، نيوجرسي     | 4                      | 0                      | 2                      | 4      | 6         | الـ6 - الـ14                          | 61                                    | 67%      |
| 1957  | لوغ كابن 50–50، شطرنج سريع         | ويست أورنج              | 3                      | 2                      | 0                      | 4      | 5         | غير معروف                             | غير معروف                             | 80%      |
| 1957  | الدوري الميتربولي (حدث فرق)        | نيويورك                 | 5                      | 0                      | 0                      | 5      | 5         | فريق منهاتن، لعب فيشر في الرقعة الـ7. | فريق منهاتن، لعب فيشر في الرقعة الـ7. | 100%     |
| 1957  | الغرب الجديد المفتوحة              | ميلواكي                 | 5                      | 2                      | 1                      | 6      | 8         | الـ6 - الـ12                          | 122                                   | 75%      |
| 1957  | بطولة الولايات المتحدة للأصاغر     | سان فرانسيسكو           | 8                      | 1                      | 0                      | 8½     | 9         | الـ1                                  | 33                                    | 94%      |
| 1957  | الولايات المتحدة المفتوحة          | كليفلند                 | 7/ 8                   | 4                      | 0                      | 9/ 10  | 11/ 12    | 1st (عند كسر التعادل)                 | 176                                   | 82%/ 83% |
| 1957  | ولاية نيوجرسي المفتوحة             | إيست أورنج              | 6                      | 1                      | 0                      | 6½     | 7         | الـ1                                  | 81                                    | 93%      |
| 1957  | الوسط الشمالي مفتوحة               | ميلواكي                 | 4                      | 2                      | 1                      | 5      | 7         | الـ5 - الـ11                          | 93                                    | 71%      |
| 1957  | بطولة الولايات المتحدة             | نيويورك                 | 8                      | 5                      | 0                      | 10½    | 13        | الـ1                                  | 14                                    | 81%      |
| 1958  | بين المناطق                        | بورتوروز                | 6                      | 12                     | 2                      | 12     | 20        | الـ5 - الـ6                           | 21                                    | 60%      |
| 1958  | بطولة الولايات المتحدة             | نيويورك                 | 6                      | 5                      | 0                      | 8½     | 11        | الـ1                                  | 12                                    | 77%      |
| 1959  | مار دل بلاتا الدولية               | مار دل بلاتا            | 8                      | 4                      | 1                      | 10     | 13        | الـ3 - الـ4                           | 14                                    | 71%      |
| 1959  | بين المناطق                        | سانتياغو                | 7                      | 1                      | 4                      | 7½     | 12        | الـ4 - الـ7                           | 13                                    | 63%      |
| 1959  | زيورخ الدولية                      | زيورخ                   | 8                      | 5                      | 2                      | 10½    | 15        | الـ3 - الـ4                           | 16                                    | 70%      |
| 1959  | مسابقة الترشح                      | بليد، زغرب وبلغراد      | 8                      | 9                      | 11                     | 12½    | 28        | الـ5 - الـ6                           | 8                                     | 45%      |
| 1959  | بطولة الولايات المتحدة             | نيويورك                 | 7                      | 4                      | 0                      | 9      | 11        | الـ1                                  | 12                                    | 82%      |
| 1960  | مار دل بلاتا الدولية               | مار دل بلاتا            | 13                     | 1                      | 1                      | 13½    | 15        | الـ1 - الـ2                           | 16                                    | 90%      |
| 1960  | بوينس آيرس الدولية                 | بوينس آيرس              | 3                      | 11                     | 5                      | 8½     | 19        | الـ13 - الـ16                         | 20                                    | 45%      |
| 1960  | دورة روبن مزدوجة لثلاثة لاعبين     | ريكيافيك                | 3                      | 1                      | 0                      | 3½     | 4         | الـ1                                  | 3                                     | 88%      |
| 1960  | بطولة الولايات المتحدة             | نيويورك                 | 7                      | 4                      | 0                      | 9      | 11        | الـ1                                  | 12                                    | 82%      |
| 1961  | "بطولة القرن"                      | بليد                    | 8                      | 11                     | 0                      | 15     | 19        | الـ2                                  | 20                                    | 71%      |
| 1962  | بين المناطق                        | ستوكهولم                | 13                     | 9                      | 0                      | 17½    | 22        | الـ1                                  | 23                                    | 80%      |
| 1962  | مسابقة الترشح                      | كوراساو                 | 8                      | 12                     | 7                      | 14     | 27        | الـ4                                  | 8                                     | 52%      |
| 1962  | بطولة الولايات المتحدة             | نيويورك                 | 6                      | 4                      | 1                      | 8      | 11        | الـ1                                  | 12                                    | 73%      |
| 1963  | الغرب المفتوحة                     | باي سيتي (ميشيغان)      | 7                      | 1                      | 0                      | 7½     | 8         | الـ1                                  | 161                                   | 94%      |
| 1963  | ولاية نيويورك المفتوحة             | بكبسي                   | 7                      | 0                      | 0                      | 7      | 7         | الـ1                                  | 57                                    | 100%     |
| 1963  | بطولة الولايات المتحدة             | نيويورك                 | 11                     | 0                      | 0                      | 11     | 11        | الـ1                                  | 12                                    | 100%     |
| 1965  | ذكرى كابابلانكا                    | هافانا                  | 12                     | 6                      | 3                      | 15     | 21        | الـ2 - الـ4                           | 22                                    | 71%      |
| 1965  | بطولة الولايات المتحدة             | نيويورك                 | 8                      | 1                      | 2                      | 8½     | 11        | الـ1                                  | 12                                    | 77%      |
| 1966  | كأس بياتيجورسكي                    | سانتا مونيكا            | 7                      | 8                      | 3                      | 11     | 18        | الـ2                                  | 10                                    | 61%      |
| 1966  | بطولة الولايات المتحدة             | نيويورك                 | 8                      | 3                      | 0                      | 9½     | 11        | الـ1                                  | 12                                    | 86%      |
| 1967  | موناكو الدولية                     | مونتي كارلو             | 6                      | 2                      | 1                      | 7      | 9         | الـ1                                  | 10                                    | 78%      |
| 1967  | الدولية                            | إسكوبية                 | 12                     | 3                      | 2                      | 13½    | 17        | الـ1                                  | 18                                    | 79%      |
| 1967  | بين المناطق                        | سوسة (تونس)             | 7                      | 3                      | 0                      | 8½     | 10        | انسحب                                 | 22                                    | 85%      |
| 1968  | الدولية                            | نتانيا                  | 10                     | 3                      | 0                      | 11½    | 13        | الـ1                                  | 14                                    | 88%      |
| 1968  | الدولية                            | فينكوفسي                | 9                      | 4                      | 0                      | 11     | 13        | الـ1                                  | 14                                    | 85%      |
| 1968  | الدوري الميتربولي (حدث فريق)       | نيويورك                 | 1                      | 0                      | 0                      | 1      | 1         | فريق منهاتن، لعب فيشر مبارة واحدة فقط | فريق منهاتن، لعب فيشر مبارة واحدة فقط | 100%     |
| 1970  | بليتز (مباريات 5 دقائق)            | هرسك نوفي               | 17                     | 4                      | 1                      | 19     | 22        | الـ1                                  | 12                                    | 86%      |
| 1970  | بطولة السلام                       | روفينج وزغرب            | 10                     | 6                      | 1                      | 13     | 17        | الـ1                                  | 18                                    | 76%      |
| 1970  | بيونس آيرس الدولية                 | بيونس آيرس              | 13                     | 4                      | 0                      | 15     | 17        | الـ1                                  | 18                                    | 88%      |
| 1970  | بين المناطق                        | ميورقة (مدينة)          | 15                     | 7                      | 1                      | 18½    | 23        | الـ1                                  | 24                                    | 80%      |
| 1971  | مدينة منهاتن لشطرنج البليتز        | نيويورك                 | 21                     | 1                      | 0                      | 21½    | 22        | الـ1                                  | 12                                    | 98%      |

### المقابلات
| العام | الخصم                | المكان               | المقابلة                           | الفوز                 | التعادل               | الخسارة               | النتيجة       | النقاط | النسبة                                                |
| ----- | -------------------- | -------------------- | ---------------------------------- | --------------------- | --------------------- | --------------------- | ------------- | ------ | ----------------------------------------------------- |
| 1957  | ماكس إيوي            | نيويورك              | مقابلة استعراضية من مبارتين        | 0                     | 1                     | 1                     | خسارة         | ½–1½   | 25%                                                   |
| 1957  | دان جاكوبو بنينسون   | نيويورك              | مقابلة تدريبة                      | غير معروف (5 مباريات) | غير معروف (5 مباريات) | غير معروف (5 مباريات) | فوز           | 3½–1½  | 70%                                                   |
| 1957  | رودولفو تان كاردوسو  | نيويورك              |                                    | 5                     | 2                     | 1                     | فوز           | 6–2    | 75%                                                   |
| 1958  | دراغوليوب يانوسيفيتش | بلغراد               | مقابلة تدريبية من مبارتين          | 0                     | 2                     | 0                     | تعادل         | 1–1    | 50%                                                   |
| 1958  | ميلان ماتولوفيتش     | بلغراد               |                                    | 2                     | 1                     | 1                     | فوز           | 2½–1½  | 63%                                                   |
| 1961  | صموئيل ريشفسكي       | نيويورك و لوس أنجلس  | مقابلة من 16 مباراة                | 2                     | 7                     | 2                     | لم يتم إنهاؤه | 5½–5½  | 50%                                                   |
| 1970  | تيجران بتروسيان      | بلغراد               | مقابلة الاتحاد السوفييتي ضد العالم | 2                     | 2                     | 0                     | فوز           | 3–1    | 75%                                                   |
| 1971  | مارك تيمانوف         | فانكوفر              | ربع نهائي مسابقة الترشح            | 6                     | 0                     | 0                     | فوز           | 6–0    | 100%                                                  |
| 1971  | بنت لارسن            | دنفر                 | نصف نهائي مسابقة الترشح            | 6                     | 0                     | 0                     | فوز           | 6–0    | 100%                                                  |
| 1971  | تيجران بتروسيان      | بيونس آيرس           | نهائي مسابقة الترشح                | 5                     | 3                     | 1                     | فوز           | 6½–2½  | 72%                                                   |
| 1972  | بوريس سباسكي         | ريكيافيك             | بطولة العالم                       | 7                     | 11                    | 3                     | won           | 12½–8½ | 60% /63%<refحُسبت المباريات الملعوبة فقط: 12½/20</ref> |
| 1992  | بوريس سباسكي         | سفيتي ستيفان وبلغراد | مقابلة غير رسمية                   | 10                    | 15                    | 5                     | فوز           | 10–5   | 58% /67%                                              |

### أحداث فرق دولية
| العام | الحدث                             | المكان  | الرقعة | الخصوم           | فوز | تعادل | خسارة | نقاط | مباريات | التصنيف الفردي            | تصنيف الفريق | النسبة الفردية      |
| ----- | --------------------------------- | ------- | ------ | ---------------- | --- | ----- | ----- | ---- | ------- | ------------------------- | ------------ | ------------------- |
| 1960  | الأولمبياد الرابع عشر             | لايبزيغ | 1      | متعددين          | 10  | 6     | 2     | 13   | 18      | برونزية                   | فضية         | 72%                 |
| 1962  | مقابلة بولندا ضد الولايات المتحدة | وارسو   | 1      | بوغدان سليوا     | 1   | 0     | 0     | 1    | 1       | فاز بالمباراة             | فاز الفريق   | 100% (مباراة واحدة) |
| 1962  | الأولمبياد الخامس عشر             | فارنا   | 1      | متعددين          | 8   | 6     | 3     | 11   | 17      | الثامن                    | الرابع       | 65%                 |
| 1966  | الأولمبياد السابع عشر             | هافانا  | 1      | متعددين          | 14  | 2     | 1     | 15   | 17      | فضية                      | فضية         | 88%                 |
| 1970  | الاتحاد السوفييتي ضد العالم       | بلغراد  | 2      | تيجزان بيتروسيان | 2   | 2     | 0     | 3    | 4       | أفضل نتيجة فريق في العالم | خسارة الفريق | 75%                 |
| 1970  | الأولمبياد التاسع عشر             | زيغن    | 1      | متعددين          | 8   | 4     | 1     | 10   | 13      | فضية                      | الرابع       | 77%                 |

## مباريات مميزة
- دونالد بايرن-فيشر في نيويورك 1956. وهي المباراة التي تُعرف ب«مباراة القرن».
- روبرت بايرن-فيشر ضمن بطولة الولايات المتحدة 1964-63. بعد أن كان كلا الطرفين في وضع متساوي سحق فيشر منافسه الذي انسحب بعد 21 حركة.
- فيشر-تيجران بتروسيان في نهائي مسابقة الترشح "Candidates" لعام 1971.
- فيشر-سباسكي في بطولة العالم 1972، اللعبة السادسة.
- سباسكي-فيشر بطولة العالم 1972، اللعبة الثالثة عشر.

## وصلات خارجية
- بوبي فيشر على موقع IMDb (الإنجليزية)
- بوبي فيشر على موقع الموسوعة البريطانية (الإنجليزية)
- بوبي فيشر على موقع مونزينجر (الألمانية)
- بوبي فيشر على موقع ميوزك برينز (الإنجليزية)
- بوبي فيشر على موقع إن إن دي بي (الإنجليزية)
- بوبي فيشر على موقع قاعدة بيانات الفيلم (الإنجليزية)
- بوبي فيشر على موقع مباريات الشطرنج (الإنجليزية)
- بوبي فيشر على موقع 365Chess.com (الإنجليزية)
- بوبي فيشر على موقع Chesstempo.com (الإنجليزية)
- بوبي فيشر سجل أولمبياد الشطرنج على موقع OlimpBase.org (الإنجليزية)
- فيلم وثائقي مترجم عن بوبي فيشر.
- نهاية الدست عبقرية وجنون بوبي فيشر.